# 短甲

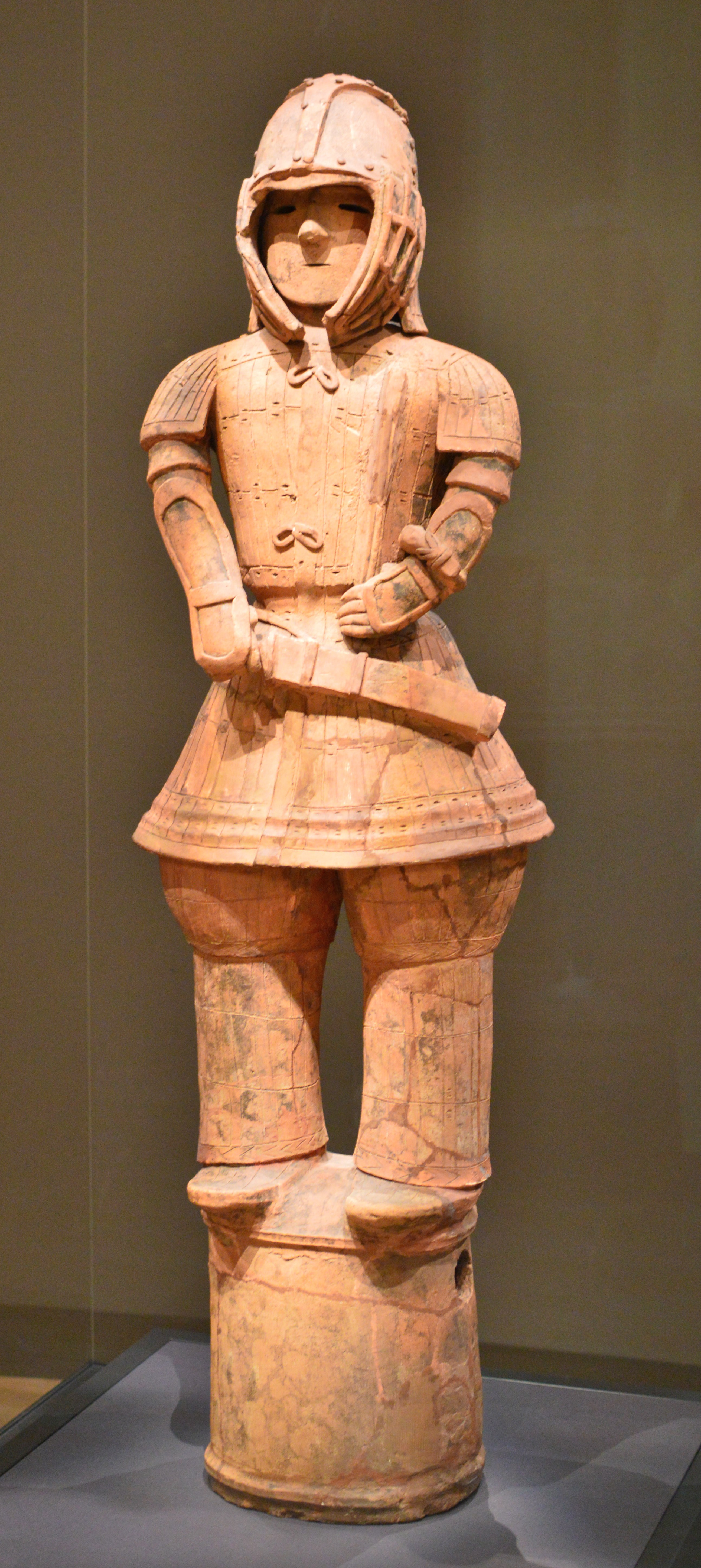
『埴輪 挂甲武人』（国宝、東京国立博物館所蔵）。現在、当埴輪の着装するような古墳時代の胴丸式の小札甲は「挂甲」と呼ばれているが、挂甲とは本来奈良・平安時代の裲襠式小札甲のみを指す呼称で、本来の「短甲」はこのような胴丸式小札甲の形態であった可能性が高いと指摘されている（用語の問題参照）。

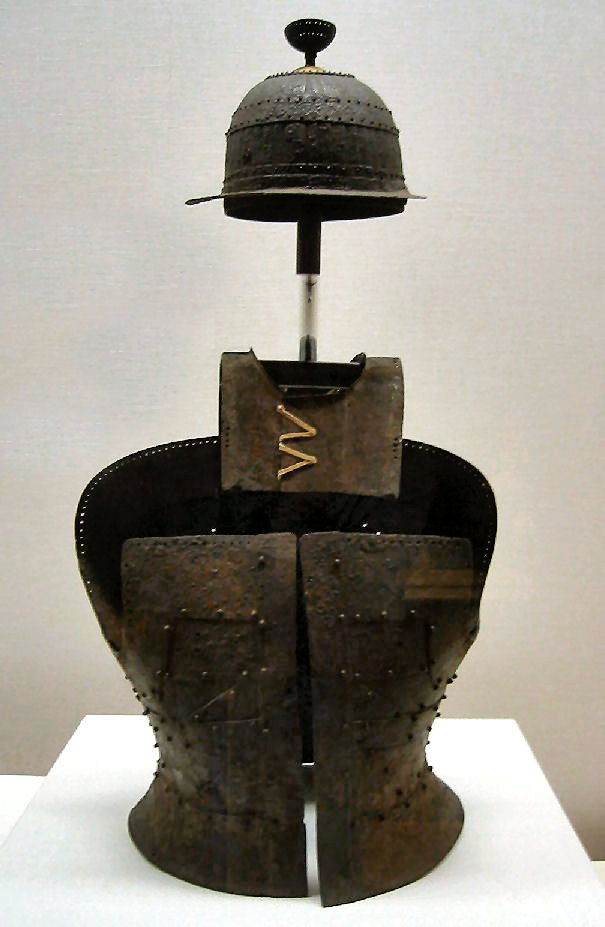
古墳時代の鉄製鋲留板甲（帯金式甲冑）と小札鋲留眉庇付冑（東京国立博物館所蔵）。現在、当画像のような帯金式甲冑を「短甲」と呼ぶことが一般化しているが、奈良・平安時代に存在した本来の「短甲（＝胴丸式小札甲と推定される）」と構造・形態が全く一致せず、系譜的な連続性もないため、近年ではこれらを「短甲」と呼ぶのは研究史上の明らかな誤りであり、「板甲」と呼ぶべきとする意見も強まりつつある。

短甲（たんこう/みじかよろい）は、古代日本の奈良・平安時代に用いられた甲（鎧）の一形式。小札と呼ばれる短冊状の装甲板を連接する小札甲（または「札甲」）の1種で、現在「胴丸式」と呼ばれている形態を指すと考えられている。考古学では古墳時代の「帯金式甲冑」と呼ばれる板造りの甲に対して用いられてきた名称であるが、2006年（平成18年）・2009年（平成21年）の橋本達也らの指摘のように近年、古墳時代のものについては「板甲」と呼び「短甲」と呼ぶべきではないとする意見が出てきている。

## 概要
『短甲』の語は、聖武天皇崩御77回忌にあたる奈良時代の天平勝宝8歳6月21日（756年7月22日）に、光明皇太后が亡帝の遺品を東大寺に献納した際の目録『東大寺献物帳』に見える。それによると「短甲10具・挂甲90領」が献納されたとある。また、平安時代の927年（延長5年）に成立した『延喜式』などの史料においても「短甲」と「挂甲」の記述が見られる。
これら奈良・平安時代の史料にみえる「短甲」が、実際にどのような姿であったのかは遺物がほとんど残っていないため明確でなかったが、現在では史料記載内容の分析により、小札と呼ばれる小鉄板を貫（縅紐）で縅（おど）した小札甲のうち、考古学で「胴丸式」と呼ばれている形態だったと推定されている。
なお現在もっぱら「短甲」と呼ばれているのは、古墳時代の古墳から出土する帯状の鉄板（帯金）を革綴（かわとじ）または鋲留（びょうどめ）の技法で連接した板造りの甲（帯金式甲冑）に対してであるが、これは研究史上の過程で奈良・平安時代史料に記された「短甲」の語が、古墳時代の板造り甲に便宜的に当てはめられたものであり、奈良・平安時代の本来の「短甲（胴丸式挂甲）」とは設計や構造が一致しておらず問題が指摘されている（用語の問題も参照）。また、それらが古墳時代当時、どのような名称であったのかは明らかではない。

## 古墳時代以前の甲（木製甲）
現存する板甲は、主に古墳時代の鉄製・金銅製のものであるが、有機質材料が併用されていた可能性が指摘されており、近年は弥生時代終末期の遺跡から木製や革製、植物繊維を編んで漆を塗ったものなどさまざまな有機質材料の板甲も出土しており「木製短甲」と呼ばれることがある。
木製甲は丸太の湾曲部を残して刳り貫いたものや、方形板を合わせて漆を塗ったもので、文様や着色などの装飾が施されているものもある。木製甲は、背側と胸（胴部）側を別個につくり、紐で綴じ合わせる型式のもので、弥生時代後期の実例は、静岡県浜松市伊場遺跡の溝や、奈良県桜井市大福遺跡から出土している。また古墳時代の実例は、奈良県橿原市坪井・大福遺跡の古墳前期の溝から出土している。前者の板甲はヤナギ材でつくられており、前胴に当たる部分と背当ての部分の2点が出土している。表面には同心円文や渦巻文、平行線文、羽状文、三角文などの文様が凸状に明瞭に刻まれている。さらに、それらの文様は赤色顔料や黒漆で塗り分けられている。材質が木製であることや呪術的な文様などから実戦用ではなく祭具用と考えられている。
ただし近年、このような弥生時代の木製甲を「木製短甲」と呼ぶことに対しては、後述の古墳時代の鉄製板甲に直接つながる系譜関係を前提として用語をあてていることに問題があるとされ、また、後述するように、奈良時代の甲冑の名称である「短甲」を古墳時代甲冑に使用することが誤用であると指摘される中で用いられている状態にあることから、「二重の誤用」であるとして、批判の声がある。

## 古墳時代の板甲（短甲）

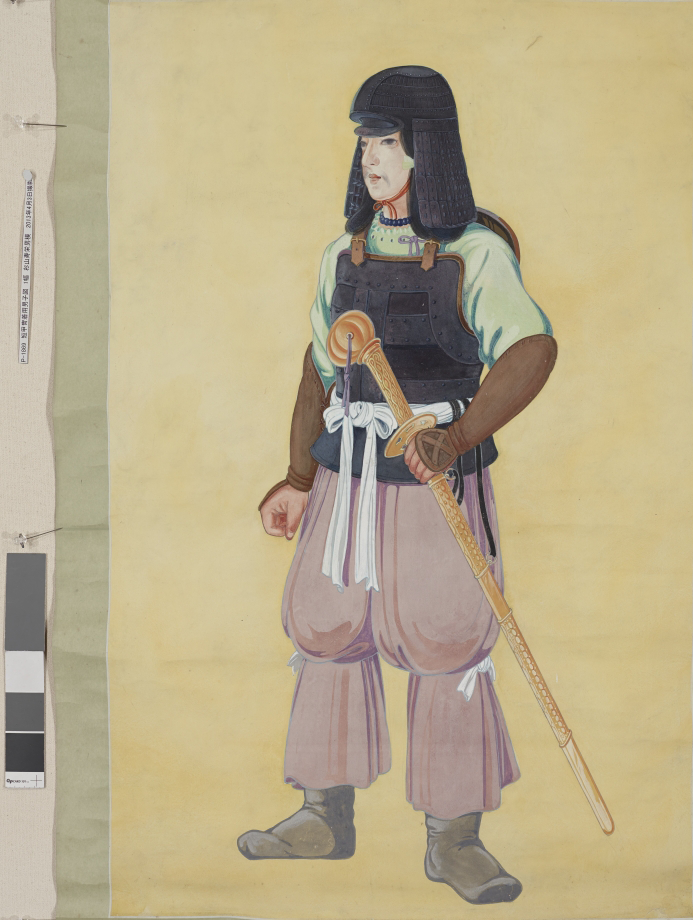
短甲冑着用男子図

今日、一般的に「短甲」と呼ばれている甲は当時代のものである。

### 研究略史
古墳出土甲冑についての考古学的な研究史は明治期に遡る。1898年（明治31年）に千葉県木更津市祇園大塚山古墳から出土した小札甲（現在、もっぱら「挂甲」と呼ばれているもの）について、小杉榲邨が『東大寺献物帳』にみえる「短甲」であろうと報告したが、3年後の1901年（明治34年）に岡山県小田郡新山古墳から出土した幅広の鉄板を連接した板造り形式の甲（板甲）を、沼田頼輔が有職故実研究の大家として知られていた関保之助の教示を受けて「短甲」として報告した。これ以降、古墳時代の板甲を「短甲」、小札甲を「挂甲」と呼ぶ傾向が定着していった。1913年（大正2年）には高橋健自が「短甲」「挂甲」の呼び分けを既に用いている。
初期の古墳時代研究において、当時代の甲冑形式の枠組みを構築したのは末永雅雄である。末永は、板造り甲と札造り甲の形態的・技術的な分析と分類をしたうえで「短甲」「挂甲」の形式名を定め、今日まで引き継がれる当時代甲冑研究の基礎を築いた。板造り甲（短甲）について、形態や構造のほか、革綴技法・鋲留技法などの製作技術を分析し、復元的研究を行った。
1934年（昭和9年）の末永の研究以降、「短甲」と呼ばれることになった板造り甲は、全国で出土例が増加した。それにより、鉄製地板の種類（長方板・方形板・三角板）や鉄板同士の連接技法の分類、またそれに基づく編年的研究などが進展し、小林行雄は長方板革綴形式の出現で同甲の定型化が成立し、革綴じ技法から鋲留め技法へと変遷していく過程を示した。
また、横長の帯状鉄板を綴じ合わせて連接したその構造ないし設計思想を的確に表した概念として、古谷毅により「帯金式甲冑」という用語が提唱された。
その後も現代に至るまで多くの研究者による編年や分類案についての研究が行われ、型式学的な細分化が進んでいる。

### 構造・年代
板甲は、古墳の副葬品として出土し、埴輪や石人にも着装した姿が見られる。九州から関東にかけて広い地域の古墳より遺物が出土しており、東北地方出土の埴輪にも見られることから、日本全土に普及していたと考えられる。朝鮮半島においても南部の伽耶地域でのみ出土しているが、他の地域では発見されていない。西洋の胸甲が大きな金属板を打ち出して作ったものであるのに対し、日本の板甲は枠に板を革紐で綴じたり鋲で留めて造られている。同時期に用いられた小札甲は、アジア大陸の騎馬民族に共通した型式で、中国北方の遊牧民の騎兵用甲の影響を色濃く受けたものであるが、板甲の外形と構成法は日本独特のものであると考えられている。
原則として肩から腰の胴体を保護する胴甲であるが、腿部を防御する草摺（くさずり）や首を防御する頸甲（あかべよろい）、上腕部を防御する肩甲（かたよろい）が取り外し式で付属している例もある。笹間良彦は、木片を繋ぎ合わせたり籐蔓を編んでつくられていたものが金属製に変化していったと考えている。
古墳時代に鉄製板甲が出現し、横矧板鋲留が安定した形式として普及する。6世紀には出土遺物としては見られなくなり、小札甲に代わられている。
方形や三角形の鉄板や革などの素材を人間の胴体に合うように加工し、板を合わせて鋲で留め蝶番による開閉装置が施された。両脇に蝶番を付けて前部が開閉するものや、右脇のみに蝶番を付けたもの、蝶番が無いものもあり開閉脱着の方式は一様でない。腰部はくびれた形となっており、背部は大きく広がって独特の曲線を描いている。
4世紀初めから中頃までの日本で普及していたのは「方形板革綴短甲（板甲）」であり、「横矧板鋲留短甲（板甲）」の普及は4世紀末から5世紀にかけてである。この鋲留め技法は朝鮮半島で普及していた竪矧革綴板甲の鋲留め技法とは異なる。
板甲の鋲留技法は、多くの場合、2枚の鉄板の重ねであり、3枚重なった部位では意図的に鋲を配する事はさけられている。一方、石上神宮蔵の鉄盾は板甲と似た鋲留技法に見えるが、鉄板3枚を重ねた所にもあえて鋲留が行われており、小林行雄は、技術的な自信を示しているとする（当時の技術的問題から板甲は重ねが少ない）。冑の方は、鋲は外面では半球状に盛り上がっているが、裏面では鉄板から突出せずに平らに叩きならされている。
方形板革綴短甲（板甲）から横矧板鋲留短甲（板甲）は製作技法上の差異はあるが、基本的形態はほとんど変化しておらず、質的変化はない。しかし、横矧板鋲留短甲（板甲）の出土量は1980年代の時点で方形板革綴短甲（板甲）の十数倍にも達し、量的変化が見られ、「より多くの人間の武装を可能とした」。
本州出土の板甲は、1991年時点で450～460点あり、出土範囲は岩手県から鹿児島県に及ぶが、うち160点（35パーセント）以上が畿内から出土しているとされる

### 用語の問題
前述の考古学上の研究史に見るように、古墳時代甲冑の形式名称は、奈良・平安時代の文献史料にある語を引用し、板甲に「短甲」、札甲に「挂甲」の語が当てられて成立したものであったが、これについては美術史学者や甲冑研究者の中から早くから問題が指摘されていた。
宮崎隆旨による『東大寺献物帳』など史料記載内容からの構造分析によると、史料に見える「挂甲」「短甲」はともに「貫（縅紐）」を用いる製作法であることから両者とも小札甲であり、「挂甲」は脇盾を持つことから考古学にいう「裲襠式挂甲」を表し、「短甲」は縅紐の量の多さから「胴丸式挂甲」を表しており、現在専ら「短甲」と呼ばれている古墳時代の板造り甲（帯金式甲冑）とは構造・形態面で全く一致せず、系統的な連続性も無いことが確実視されている。このように、古代甲冑の名称については、史料の示す本来の意味と、学術用語の示す意味との間に齟齬が生じた状態となっている。
考古学者の橋本達也（鹿児島大学総合研究博物館）は、東アジア的視点での古墳時代～古代甲冑の研究が志向されている現代において、古墳時代の甲冑に対しては、文献からの明らかな誤用が指摘される「短甲」「挂甲」の語を使用し続けるのは不適切であるとして、美術史界の甲冑研究者である山上八郎や山岸素夫らの呼称法（板物甲、小札甲）や、日本の帯金式甲冑と技術・構造の面で共鳴関係にある韓国南部の同形態の甲が「板甲」と呼ばれていることを参考として、短甲を「板甲」、挂甲を「札甲（または小札甲）」とするべきではないかと提言している。なお「挂甲」が本来裲襠式の小札甲のみを表す言葉であるならば、本来の「短甲」である胴丸式の小札甲を「胴丸式挂甲」と表記していることも用語としては不適切となる。
津野仁や内山敏行など、古墳時代～古代の甲冑に対して「小札甲（札甲）」や「板甲」を使用する研究者は増加しつつある。

### 古墳時代短甲（板甲）の主な種類
- 方形板革綴短甲（ほうけいばんかわとじたんこう）-古墳前期の日本で主流[32]
- 三角板革綴短甲 - 5世紀前半代を中心に製作された。
- 三角板鋲留短甲
- 竪矧革綴短甲
- 横矧板革綴短甲
- 横矧板鋲留短甲

- 付属冑
  - 三角板革綴衝角付冑
  - 竪矧板鋲留衝角付冑
  - 小札鋲留眉庇付冑

## 奈良時代の短甲（胴丸式小札甲）
本来の「短甲」の語があてはまる甲冑であるが、文献にのみ残る存在のため、その姿は明らかではなかった。ただし現代の宮崎隆旨らの研究により、古墳時代の板甲（帯金式甲冑）とは全く関係のない小札造りの形態であり、考古学で「胴丸式挂甲」と呼ばれているものであろうとされている。
また、8世紀代の小札は、古墳時代やより後世の小札に比べて細長くなることがわかっている。ただし、奈良時代の甲は小札の一部残欠しか伝存しないため、それが「短甲」（胴丸式）のものか、「挂甲」（裲襠式）のものか、判断が困難とされる。
奈良時代の短甲は様々なパーツが付属した皆具の甲であると考えられる。文献においては「短甲一領」が胴部のみのものを意味し、「短甲一具」が草摺や冑、肩甲、頸甲、篭手、脛当などの装備一式を意味するという説もある。

## ギャラリー

### 革綴短甲（板甲）

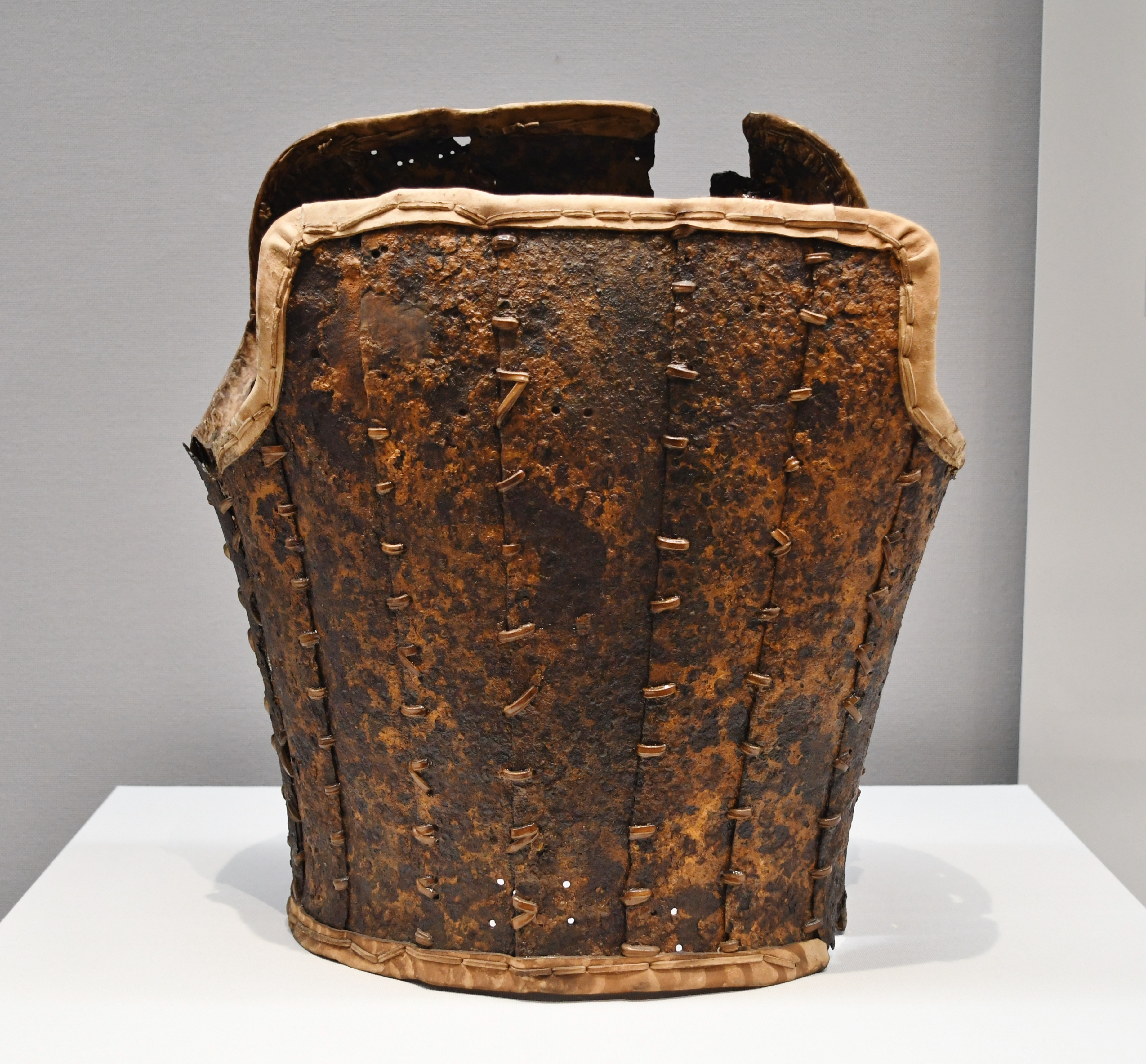
大丸山古墳 竪矧板革綴短甲 山梨県甲府市。東京国立博物館展示。
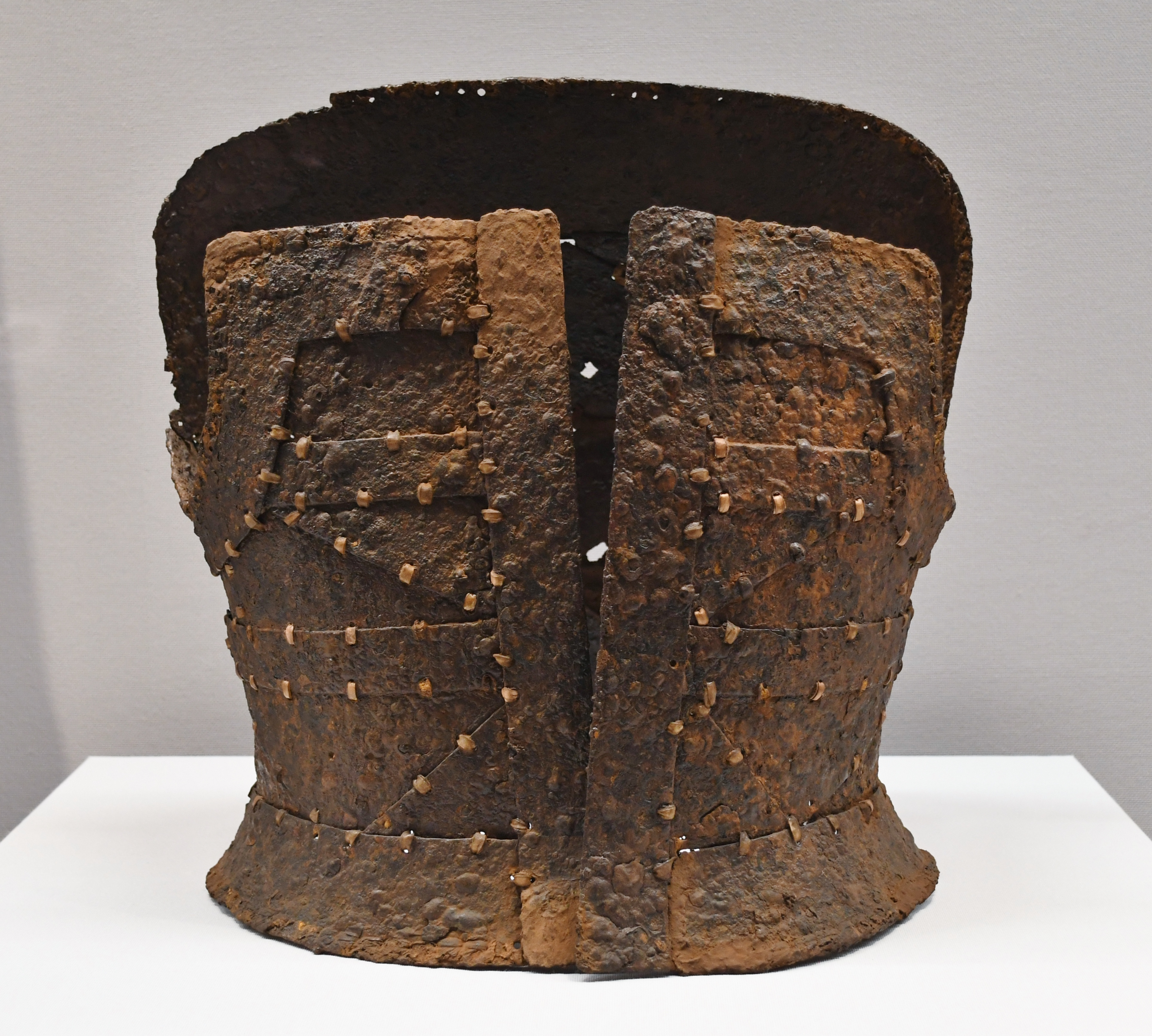
剣崎長瀞西古墳 三角板革綴短甲 群馬県高崎市。東京国立博物館展示。
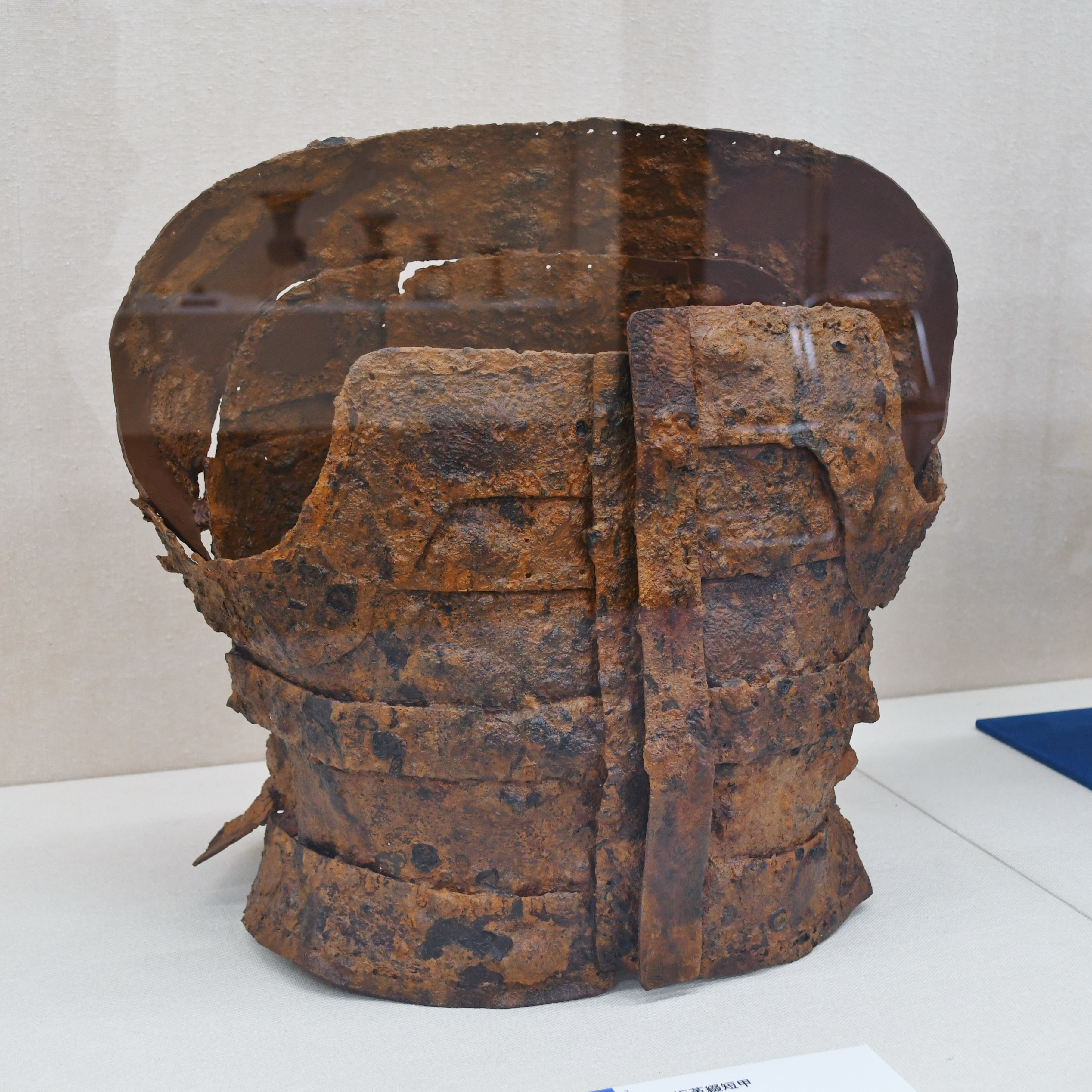
向山1号墳 長方板革綴短甲 福井県若狭町。花園大学歴史博物館企画展示時に撮影。
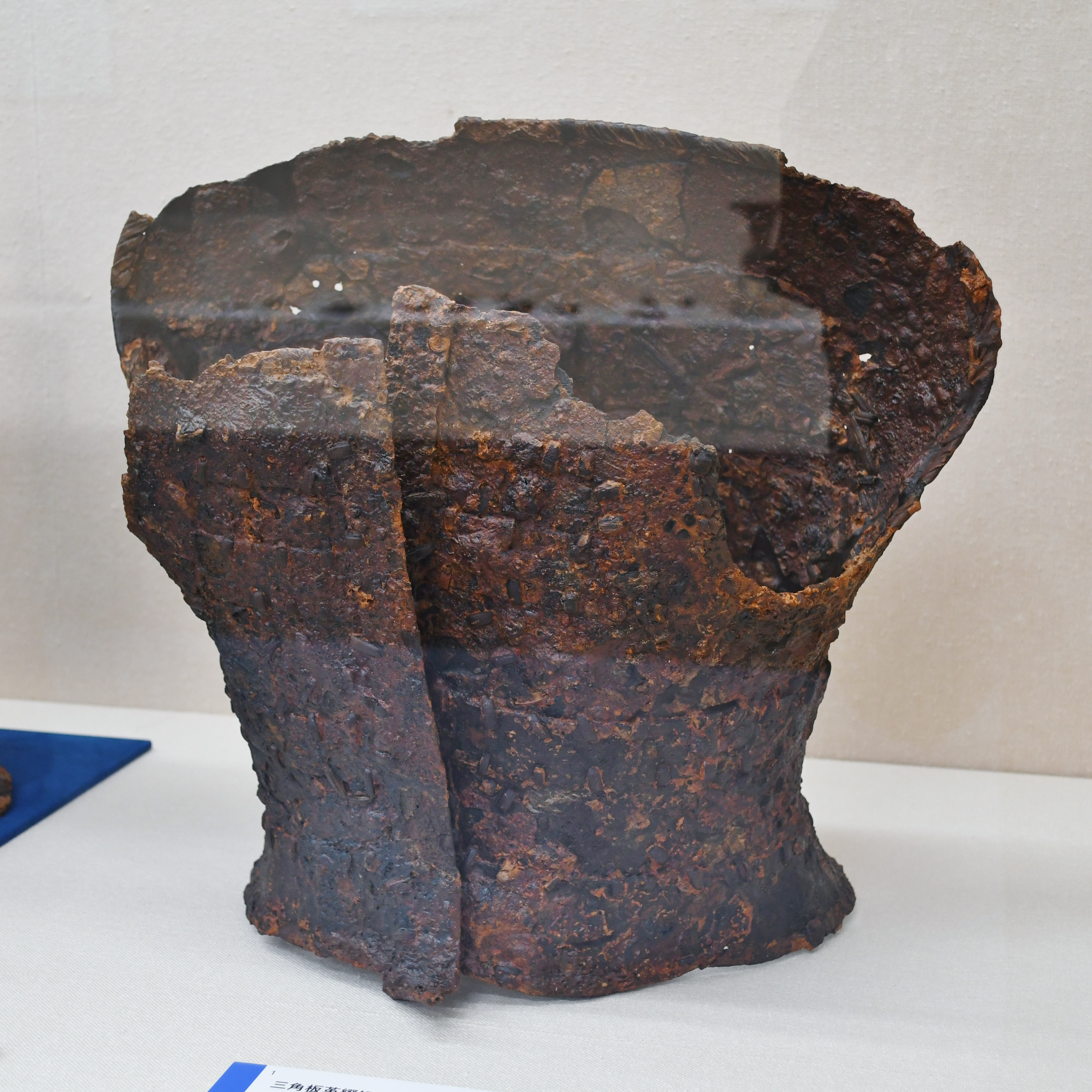
向山1号墳 三角板革綴短甲 福井県若狭町。花園大学歴史博物館企画展示時に撮影。
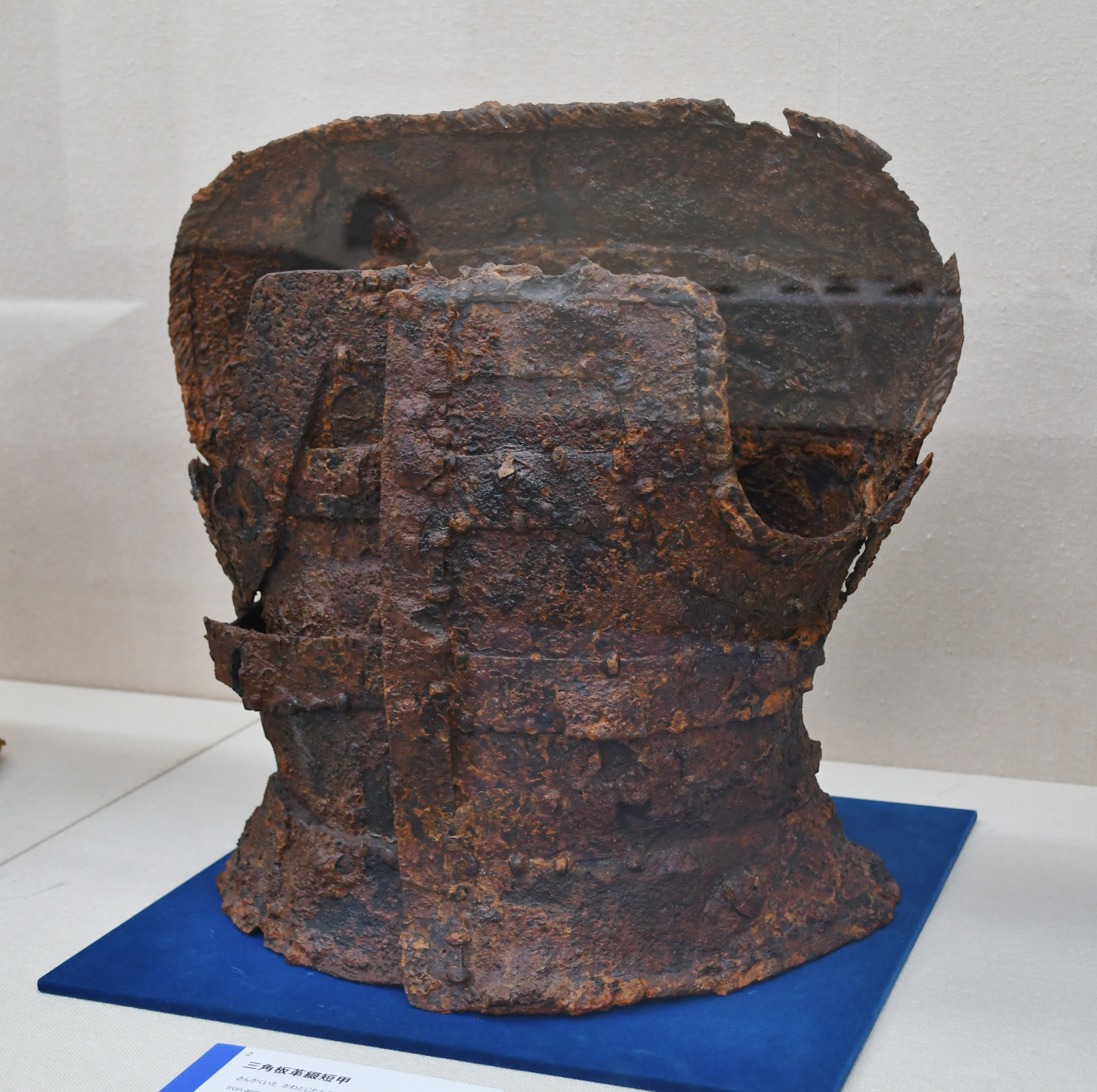
向山1号墳 三角板革綴短甲 別個体。福井県若狭町。花園大学歴史博物館企画展示時に撮影。
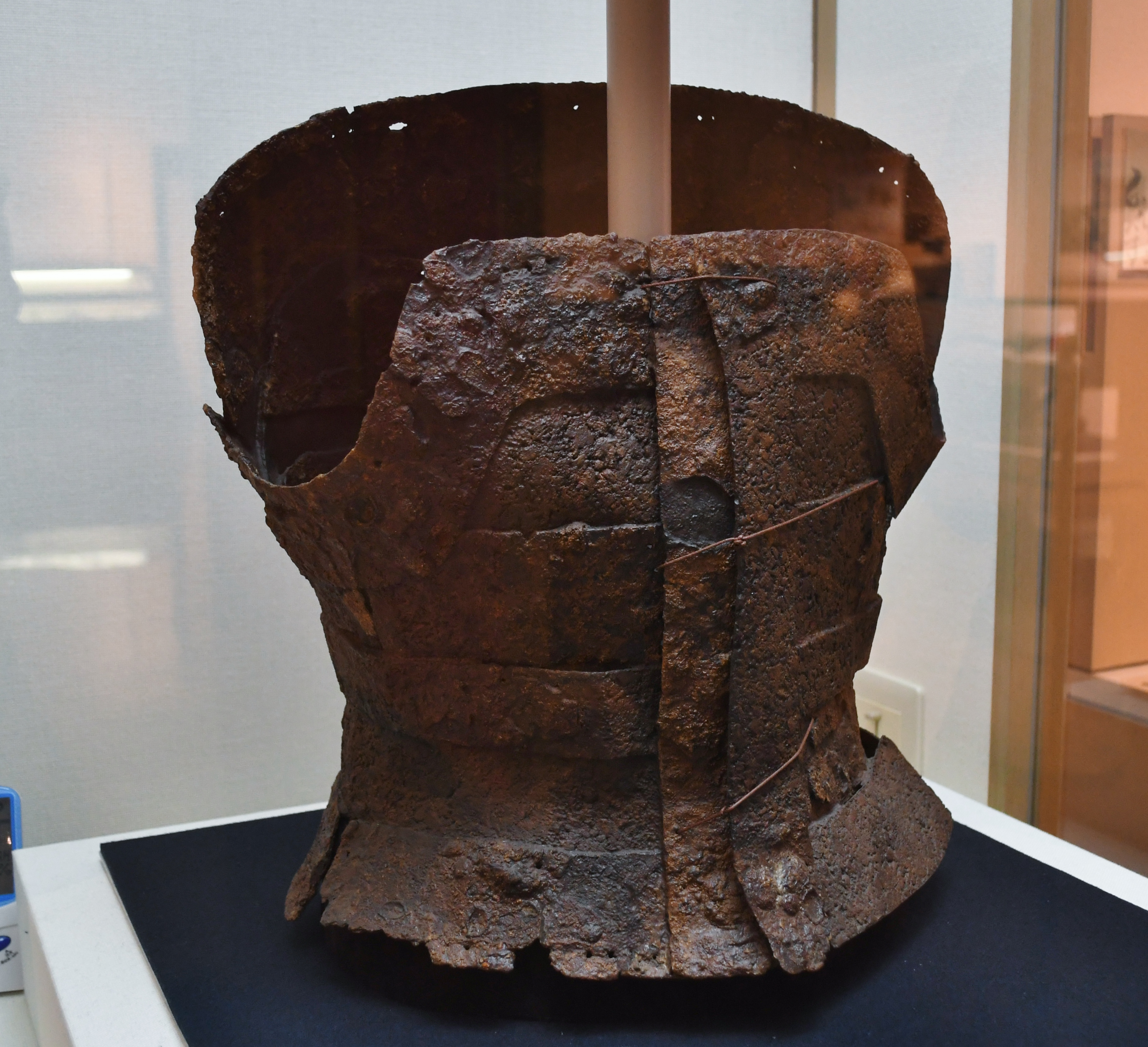
桜ヶ丘古墳 長方板革綴短甲 長野県松本市。松本市立考古博物館展示。
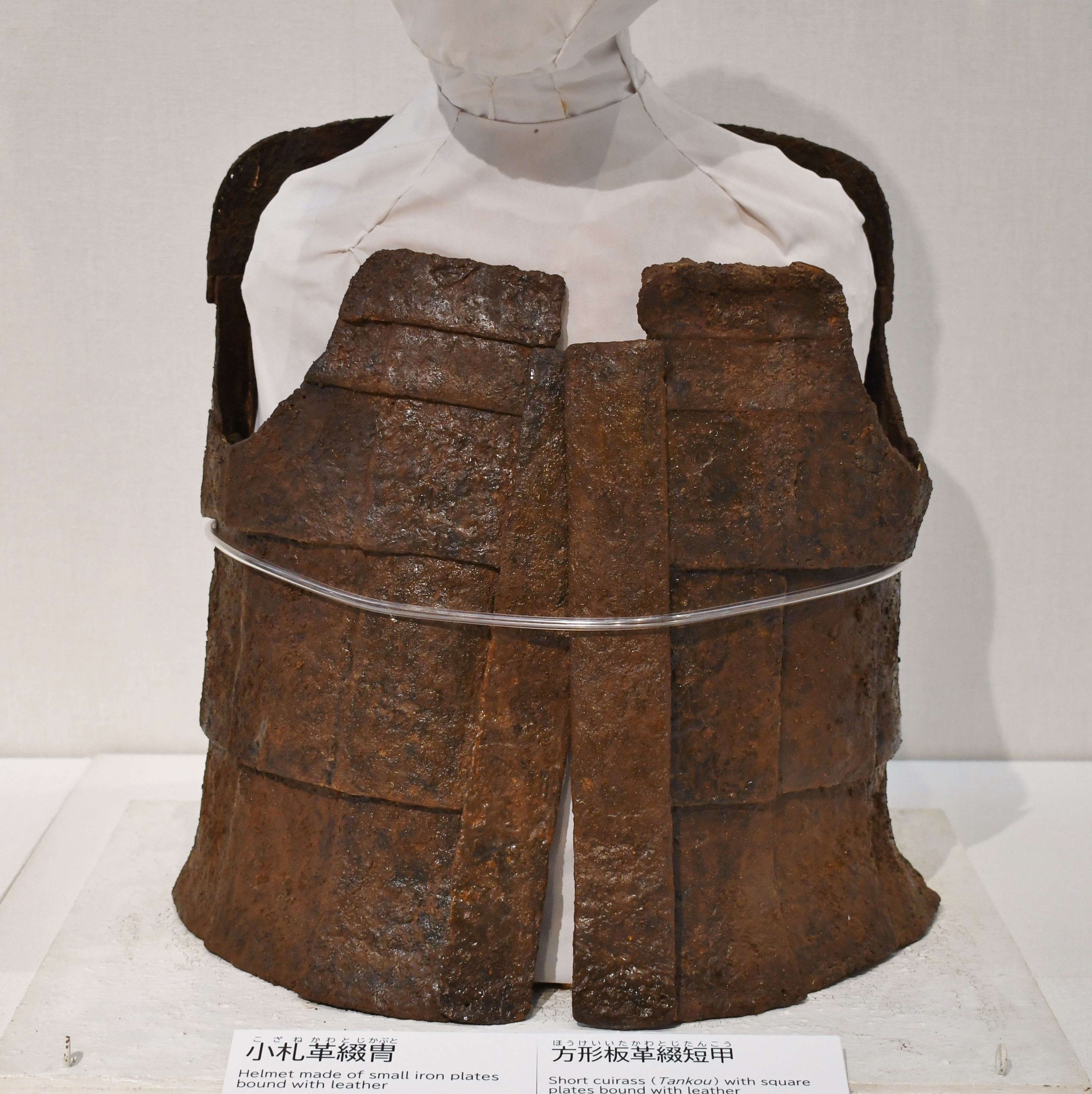
瓦谷1号墳 方形板革綴短甲 京都府木津川市。木津川市教育委員会蔵、兵庫県立考古博物館企画展示時に撮影。
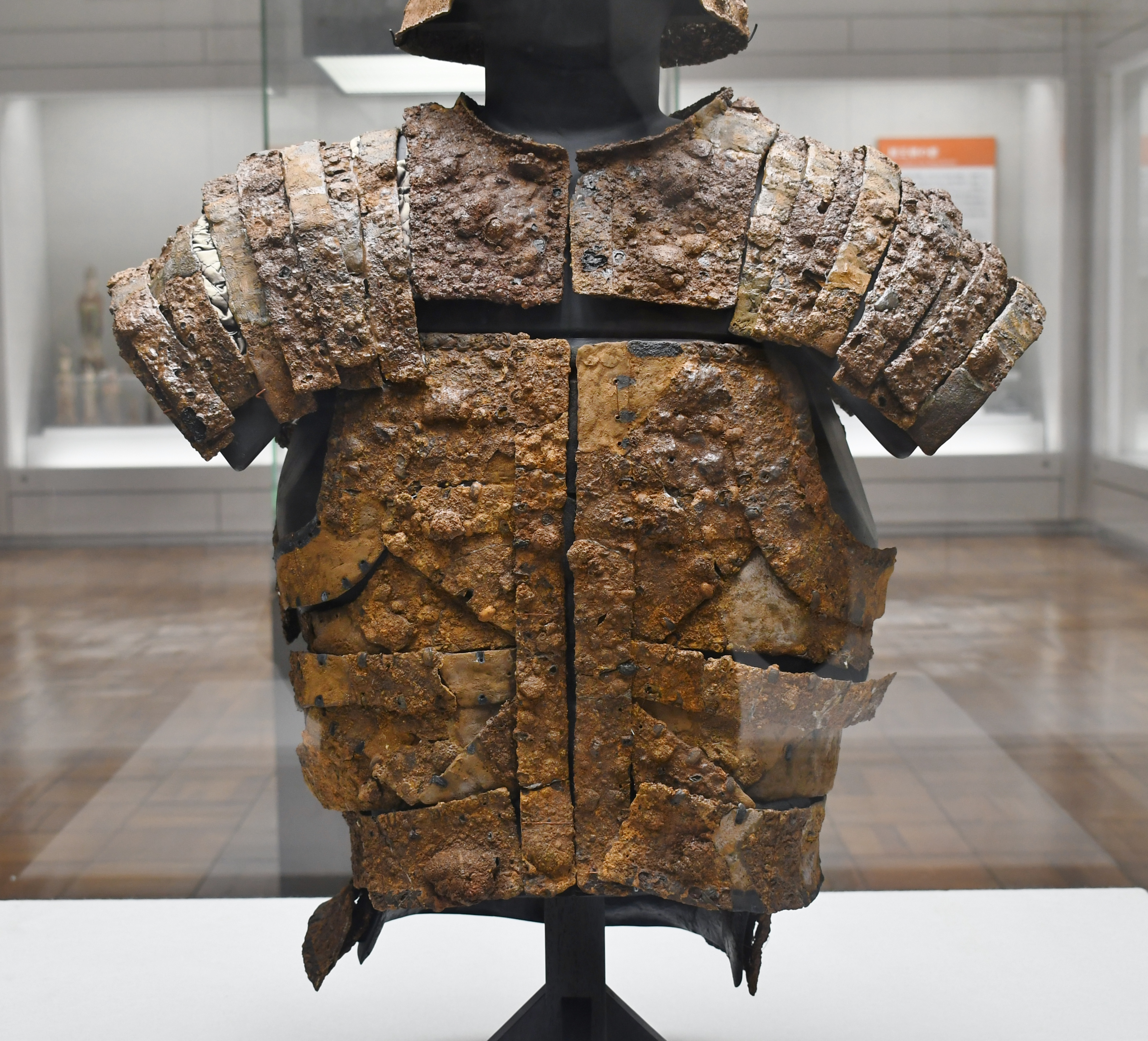
ニゴレ古墳 三角板革綴短甲 京都府京丹後市。京都大学総合博物館展示。
交野東車塚古墳 三角板革綴襟付短甲 大阪府交野市。交野市立歴史民俗資料展示室展示。
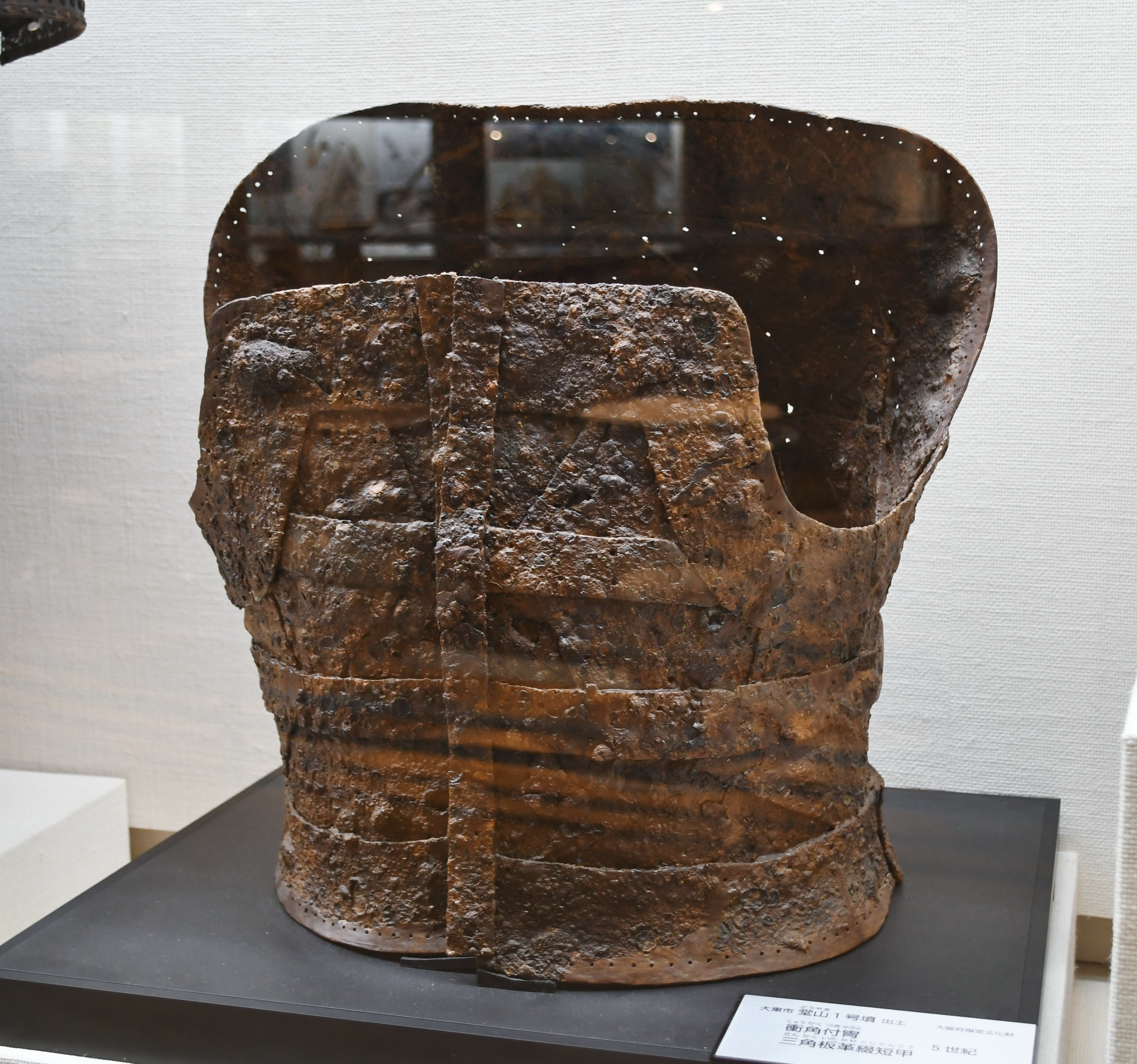
堂山1号墳 三角板革綴短甲 大阪府大東市。大阪府立近つ飛鳥博物館展示。
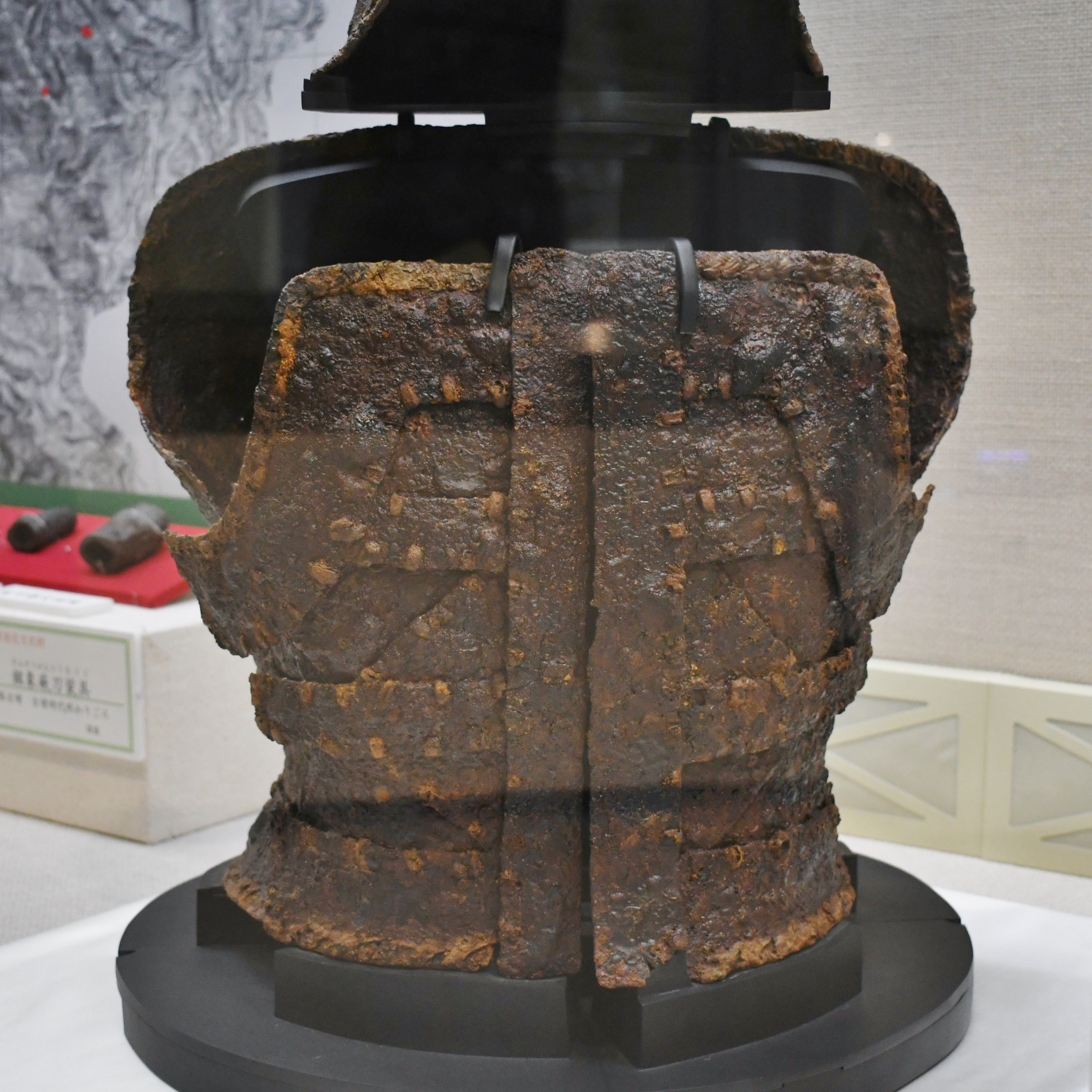
心合寺山古墳 三角板革綴短甲 大阪府八尾市。八尾市立歴史民俗資料館展示。
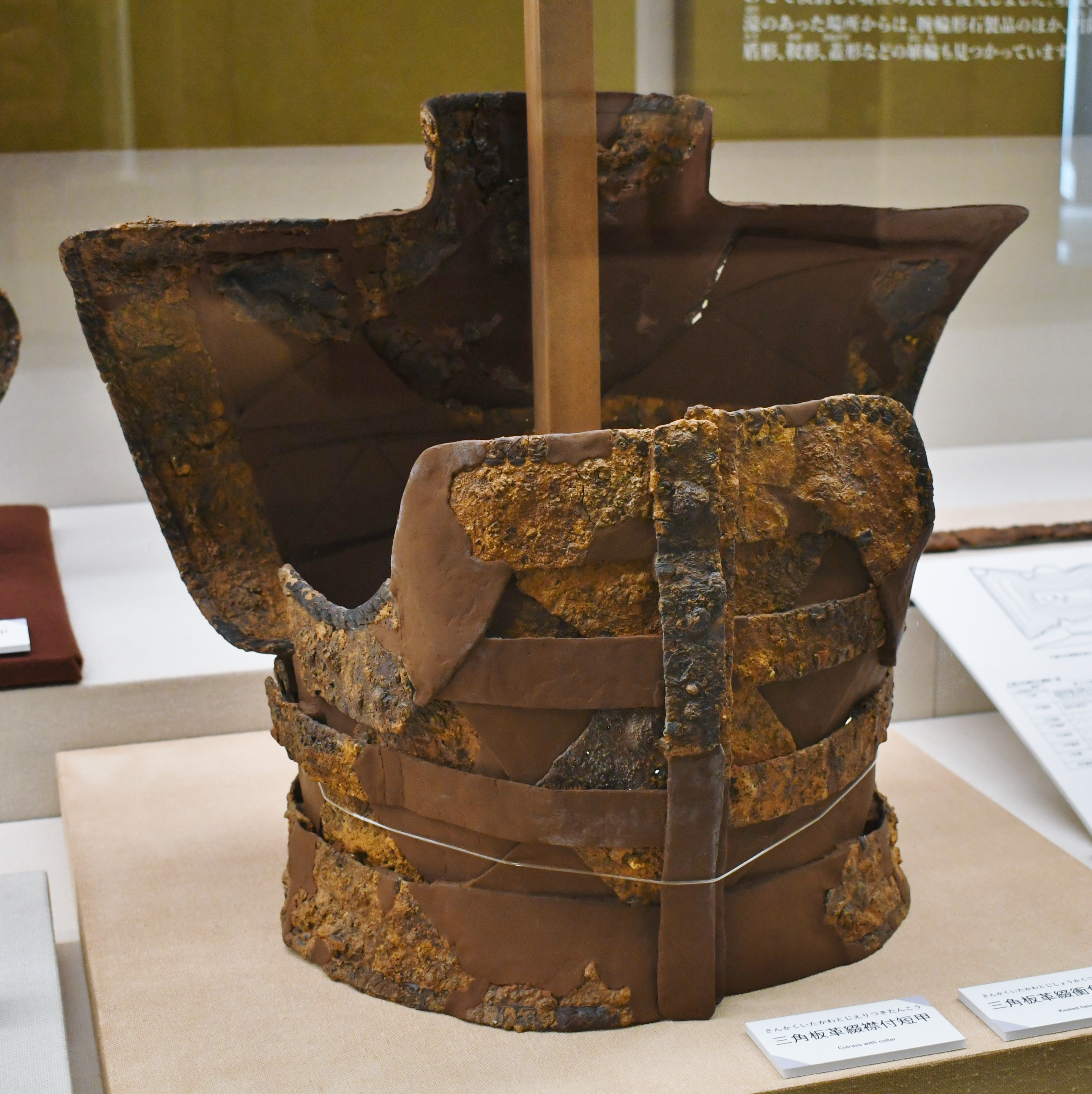
百舌鳥大塚山古墳 三角板革綴襟付短甲 大阪府堺市。堺市博物館展示。
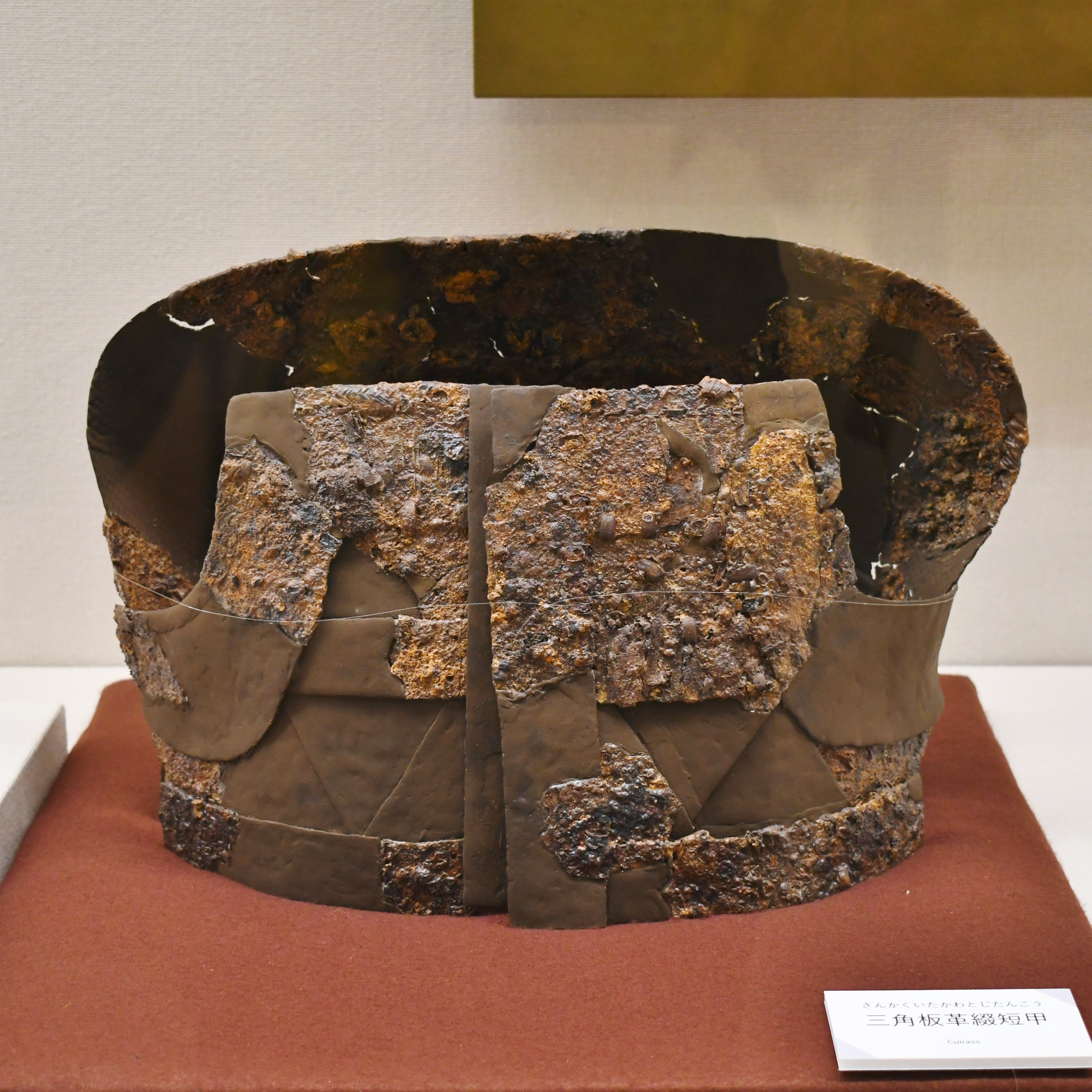
百舌鳥大塚山古墳 三角板革綴短甲 大阪府堺市。堺市博物館展示。
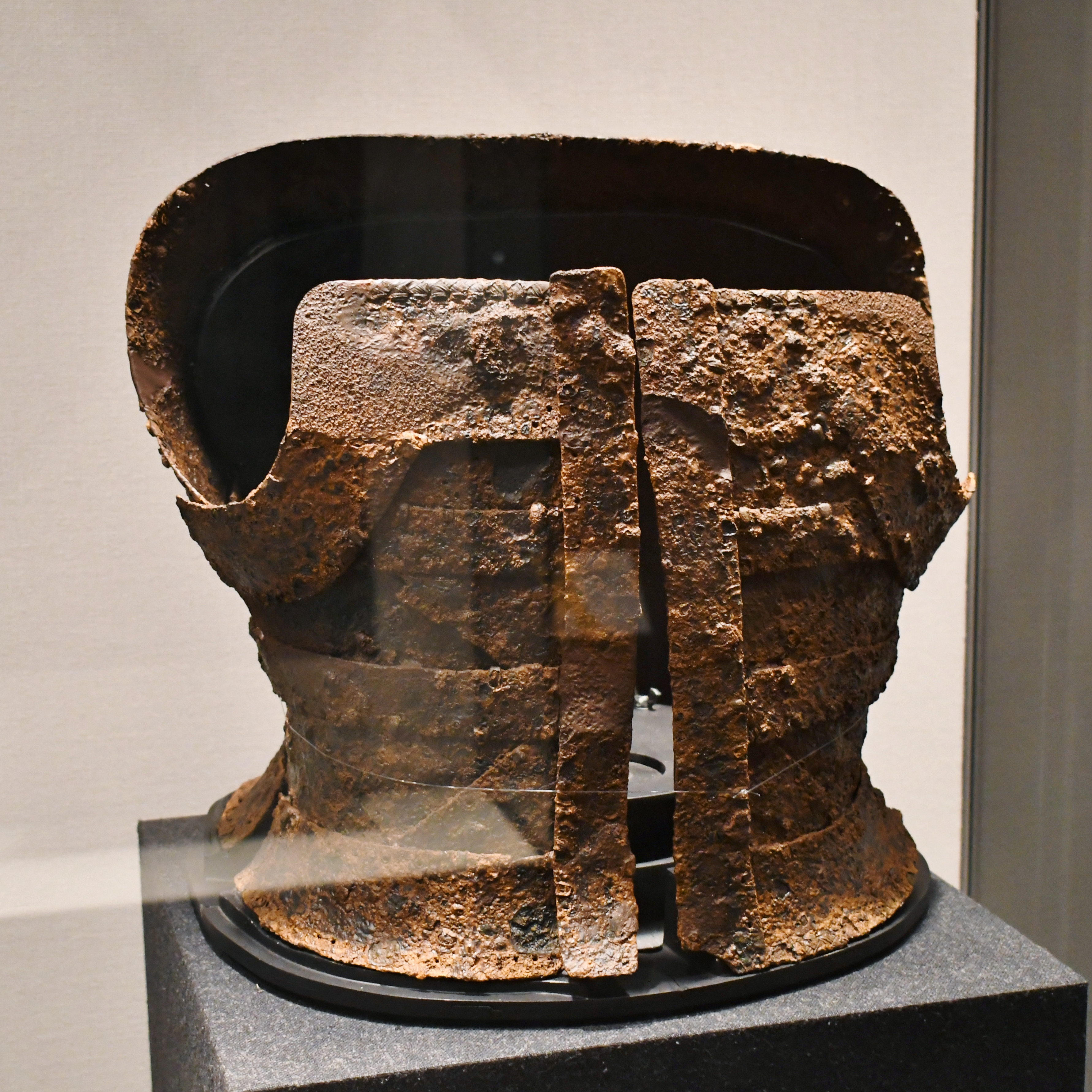
年ノ神6号墳 三角板革綴短甲 兵庫県三木市。兵庫県立考古博物館展示。
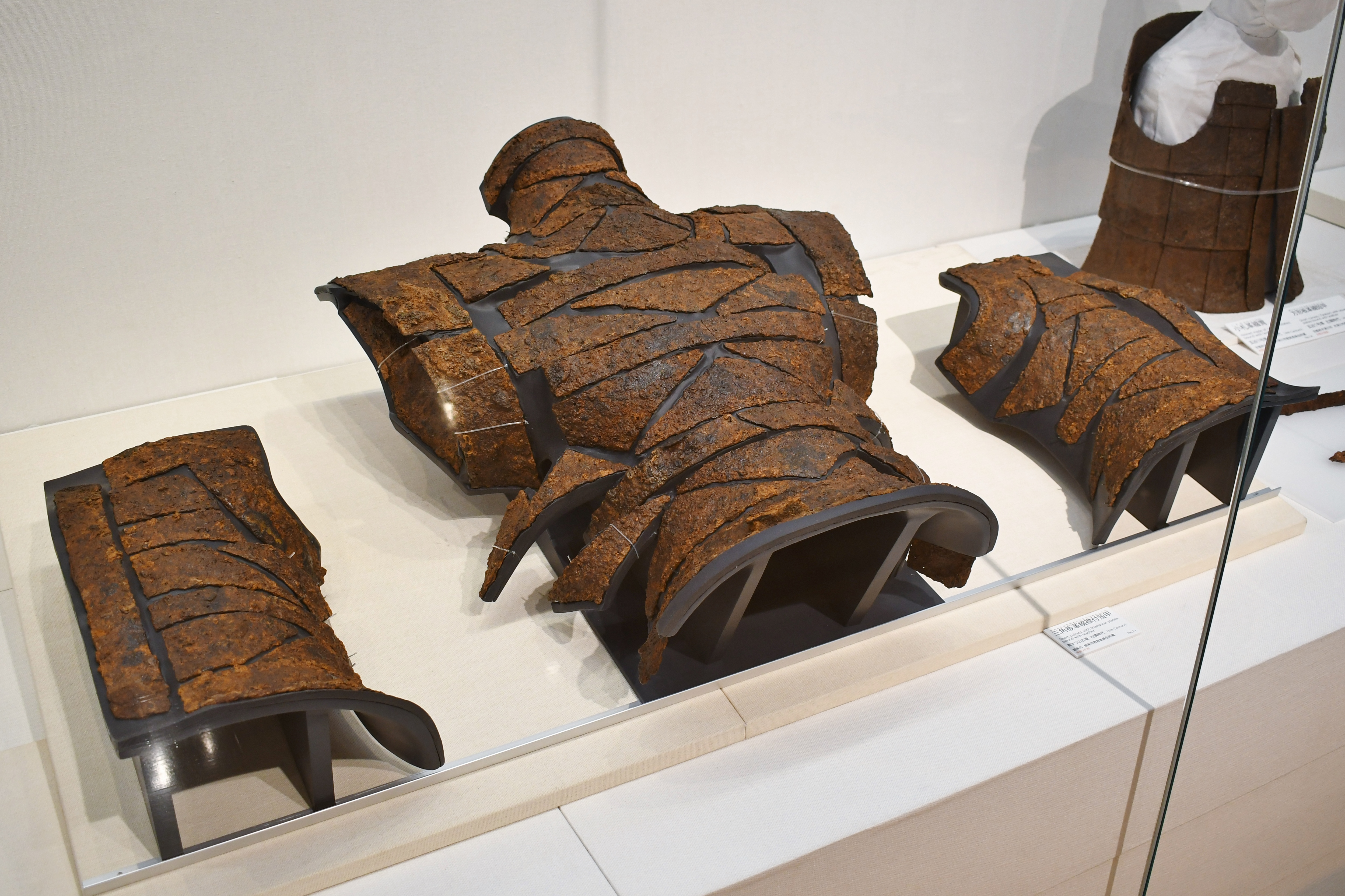
茶すり山古墳 三角板革綴襟付短甲 兵庫県朝来市。兵庫県立考古博物館企画展示時に撮影。
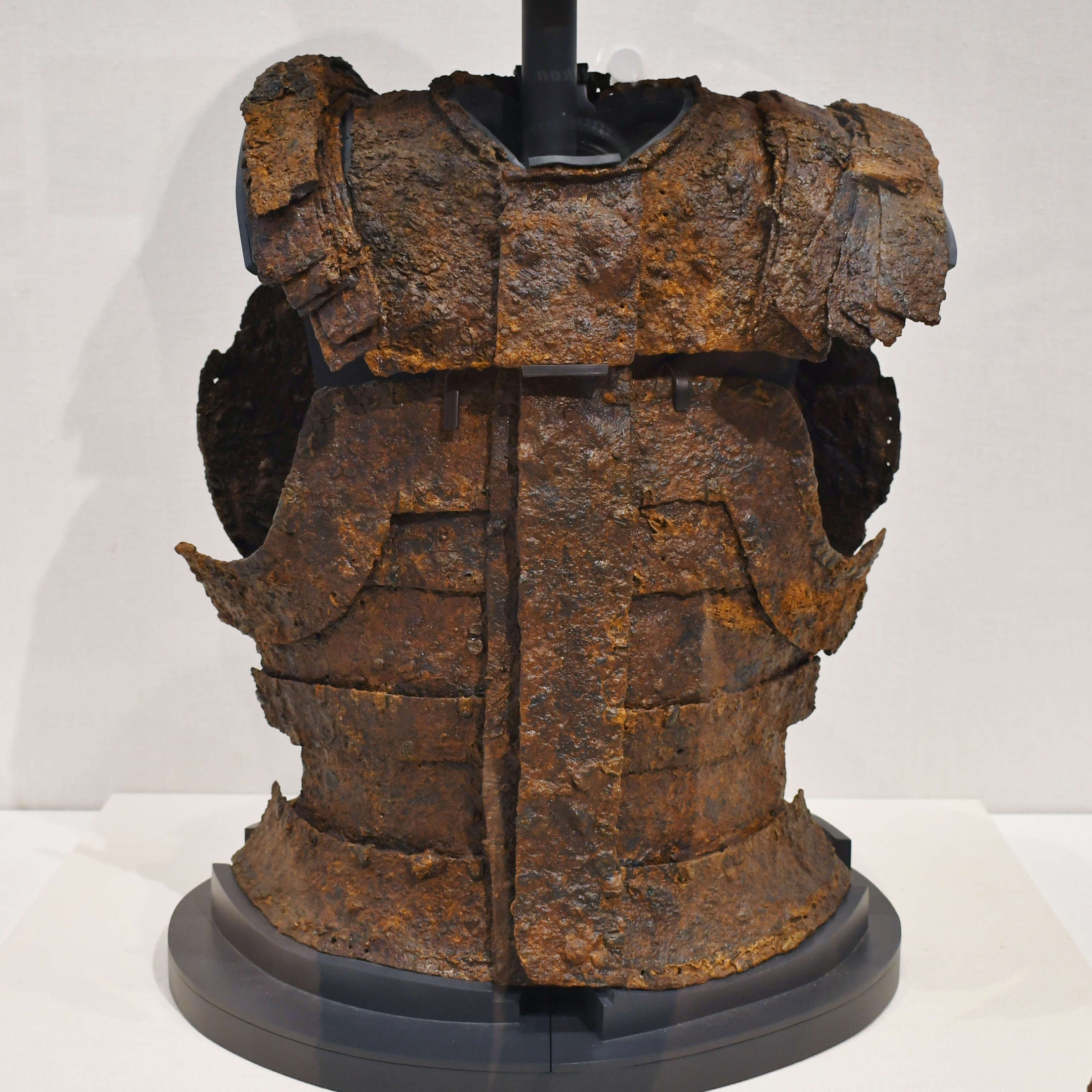
茶すり山古墳 長方板革綴短甲・頸甲・肩甲 兵庫県朝来市。兵庫県立考古博物館企画展示時に撮影。
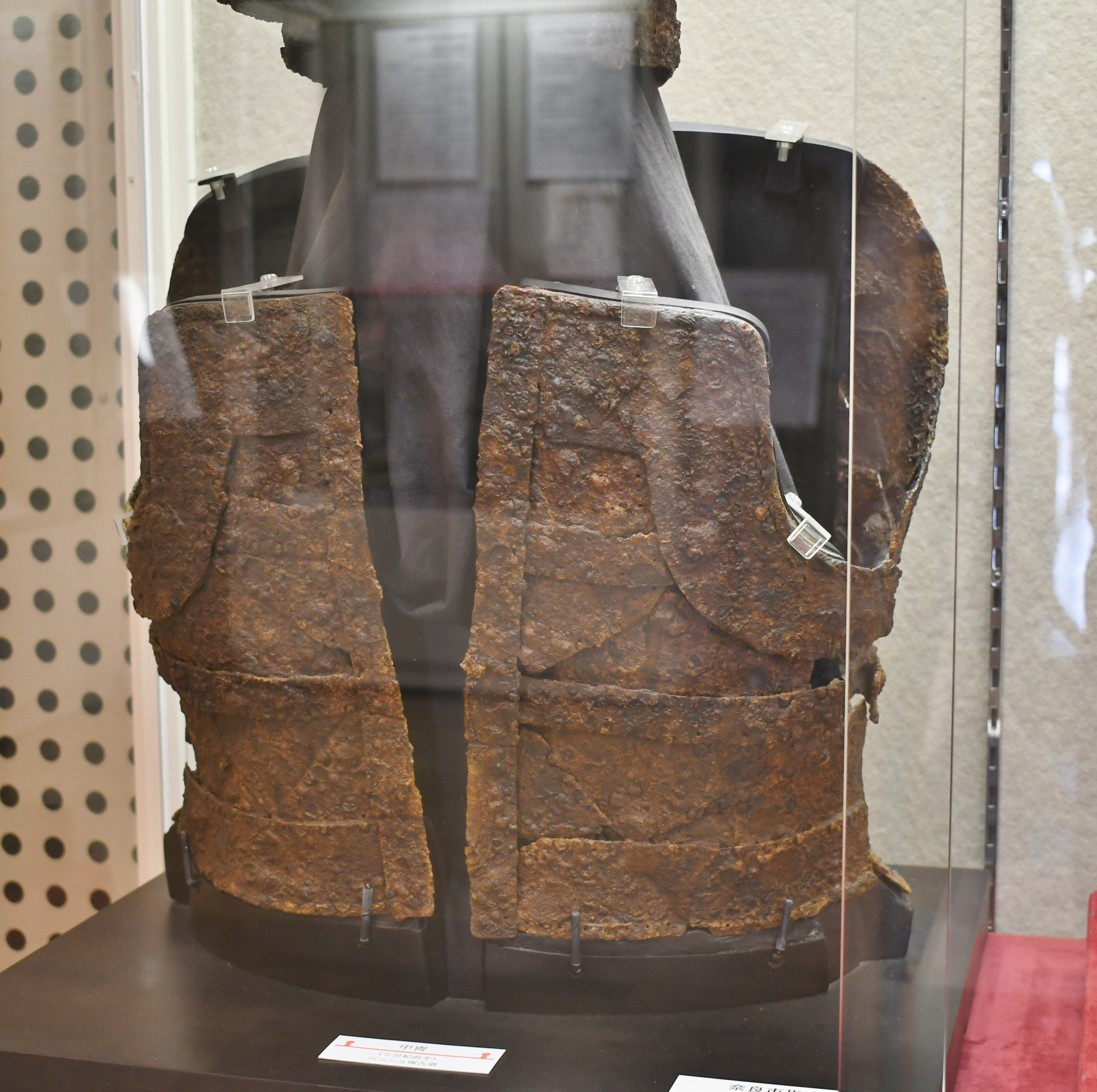
ベンショ塚古墳 三角板革綴短甲 奈良県奈良市。奈良市埋蔵文化財調査センター展示。
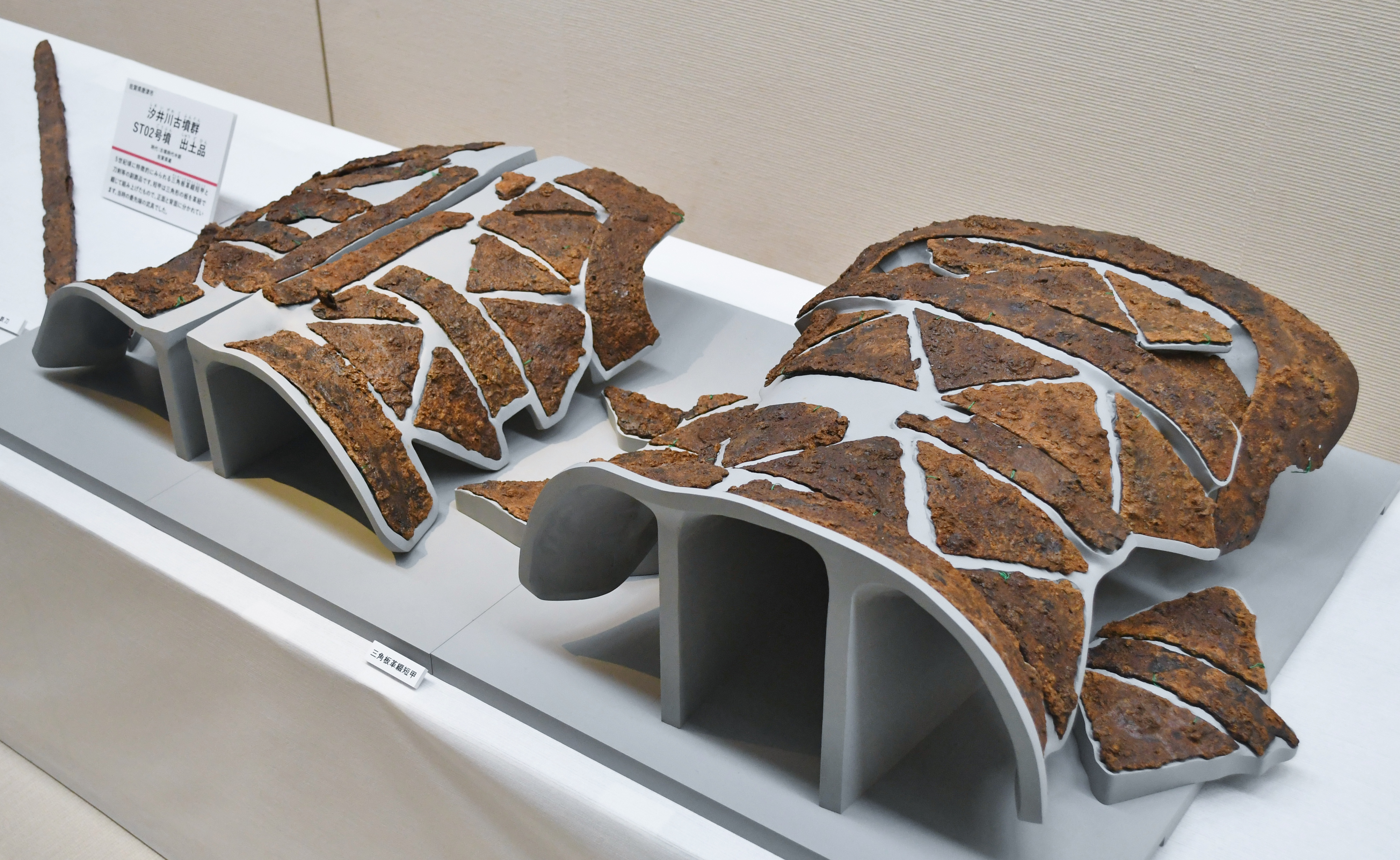
汐井川ST02号墳 三角板革綴短甲 佐賀県唐津市。大阪歴史博物館企画展示時に撮影。
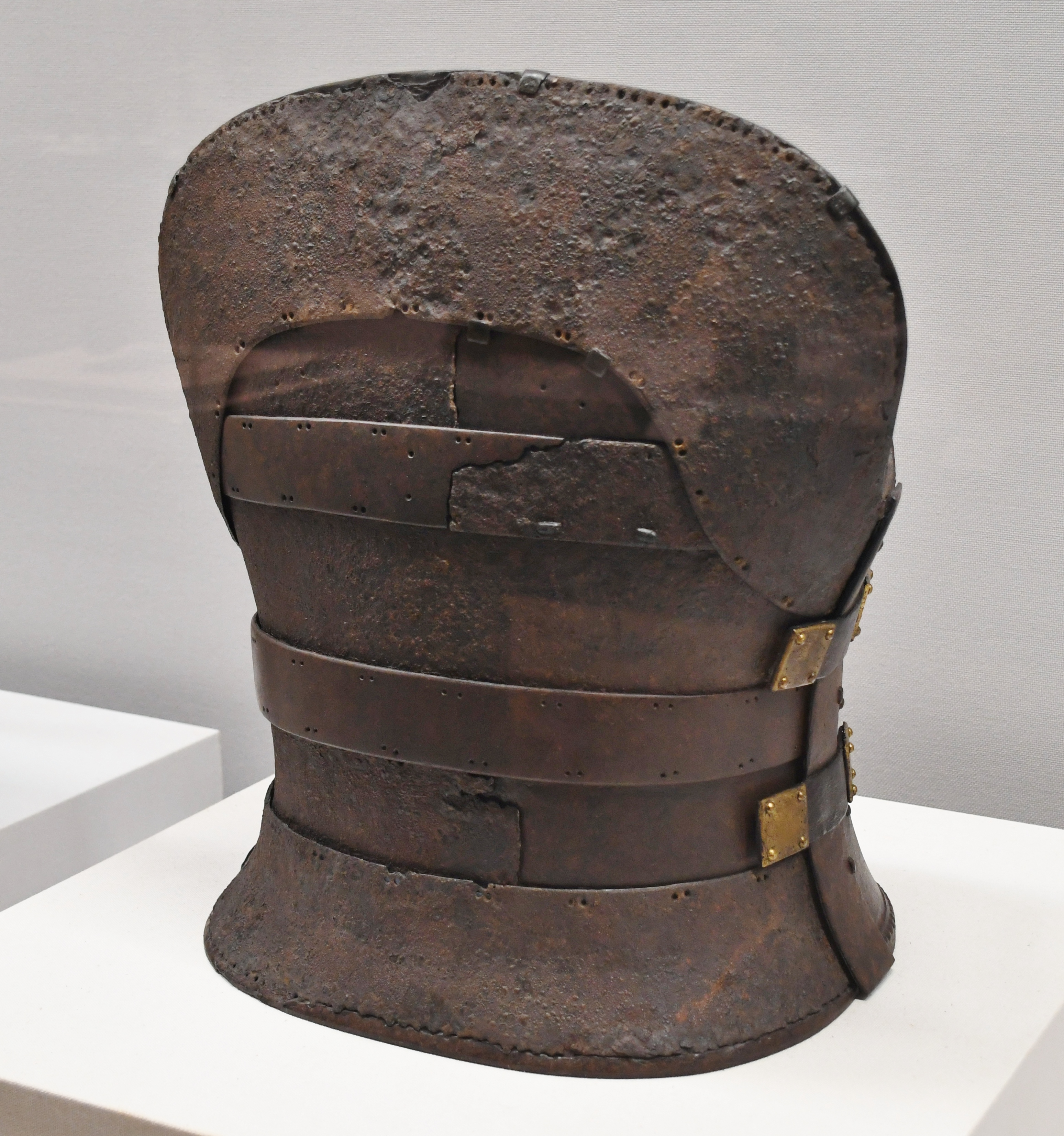
江田船山古墳 横矧板革綴短甲 熊本県和水町。東京国立博物館展示。

### 三角板鋲留短甲（板甲）

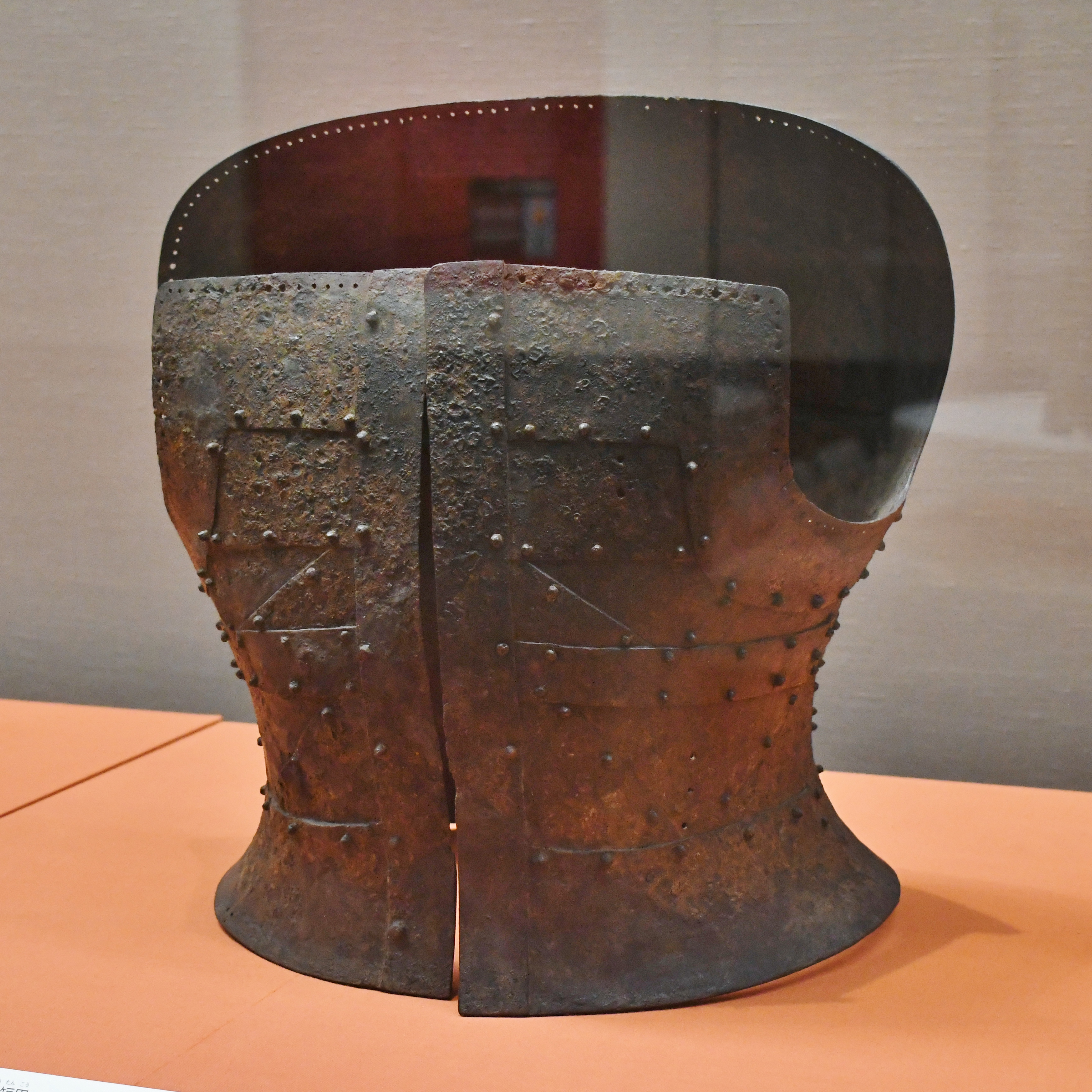
二本松山古墳 短甲 福井県永平寺町。東京国立博物館展示。
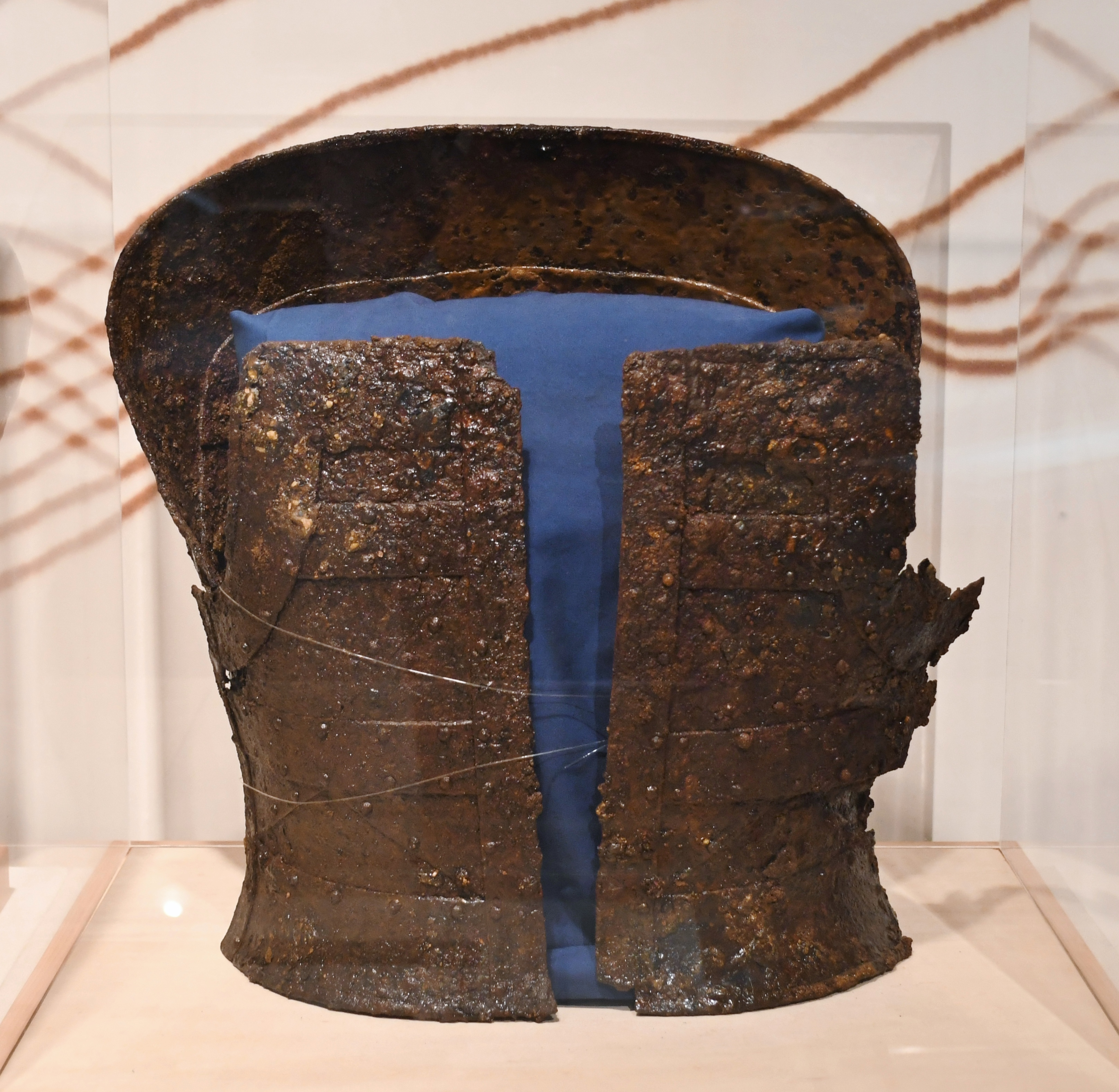
溝口の塚古墳 短甲 長野県飯田市。飯田市考古博物館展示。
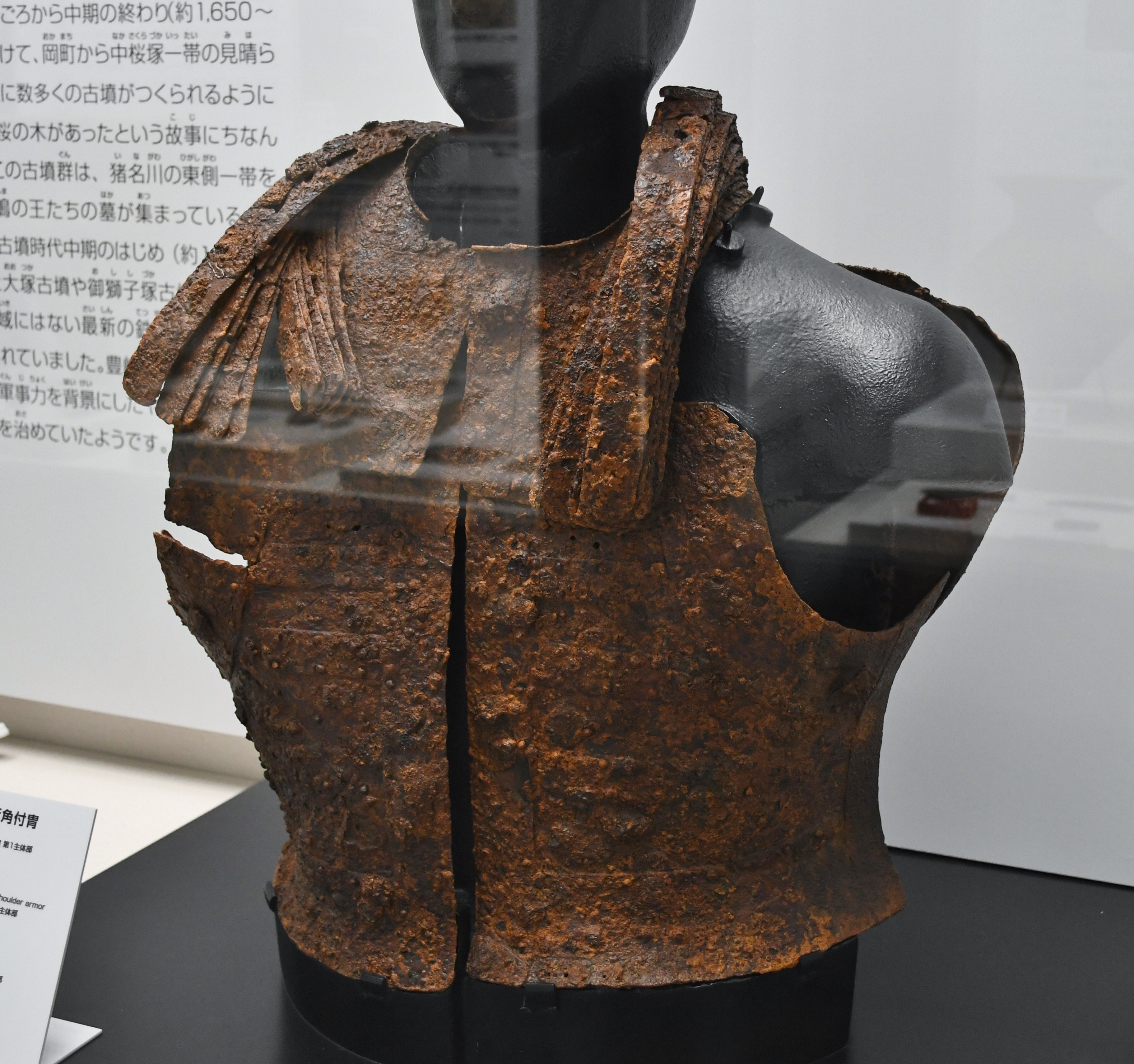
御獅子塚古墳 頸甲・肩甲・短甲 大阪府豊中市。豊中市立郷土資料館展示。
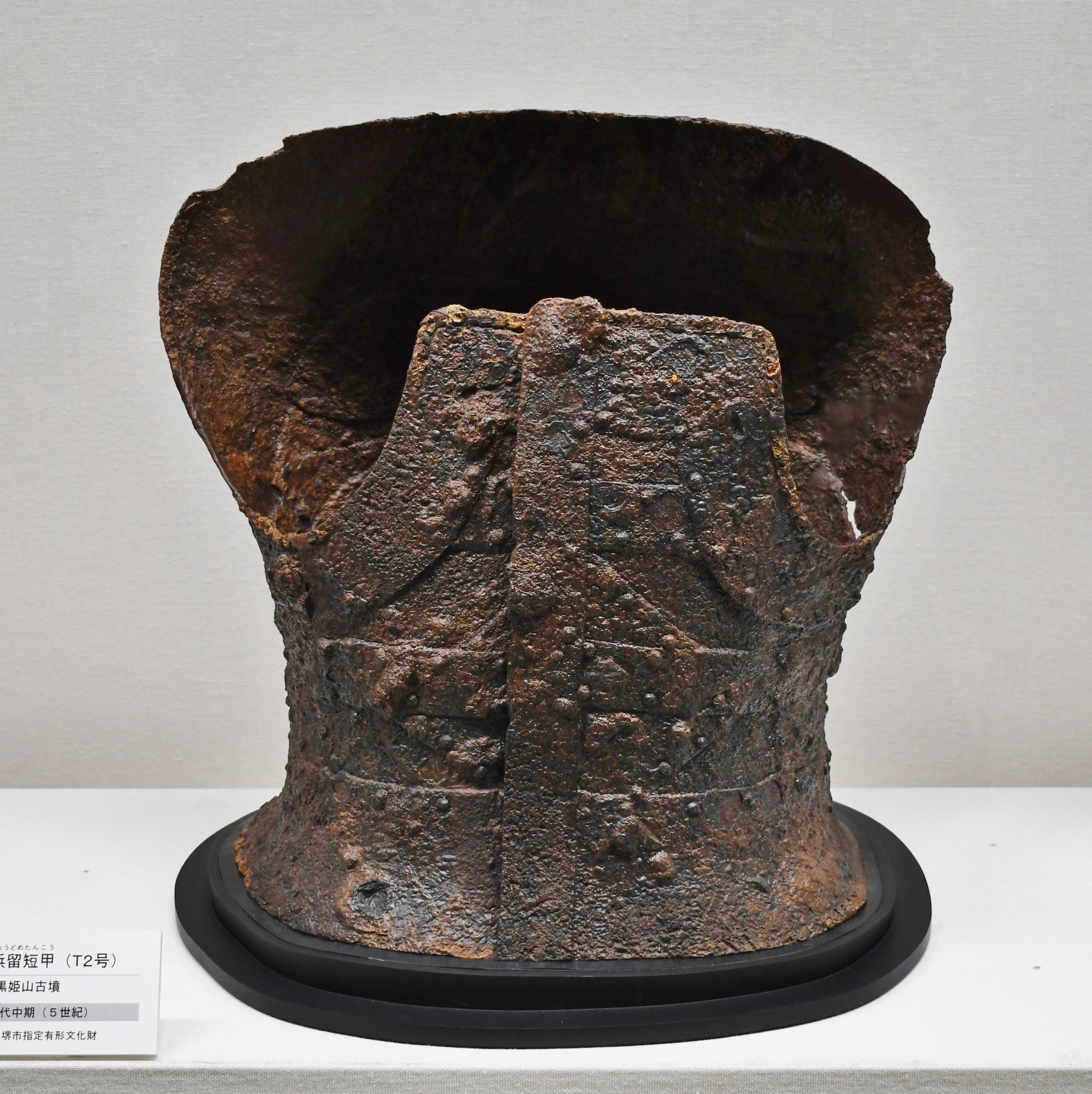
黒姫山古墳 短甲T2号 大阪府堺市。堺市立みはら歴史博物館展示。
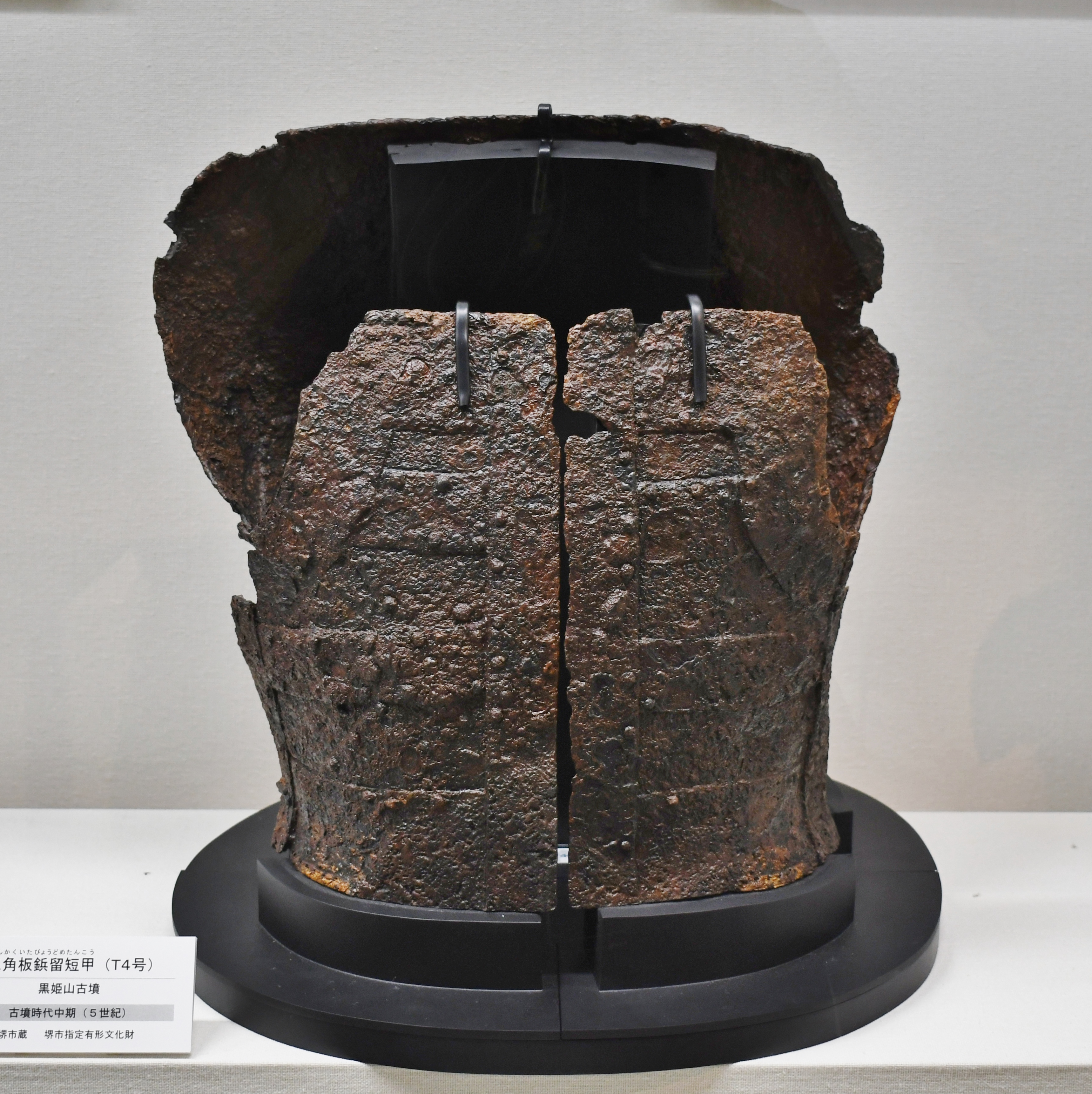
黒姫山古墳 短甲T4号 大阪府堺市。堺市立みはら歴史博物館展示。
黒姫山古墳 襟付短甲T5号 大阪府堺市。堺市立みはら歴史博物館展示。
黒姫山古墳 短甲T7号 大阪府堺市。堺市立みはら歴史博物館展示。
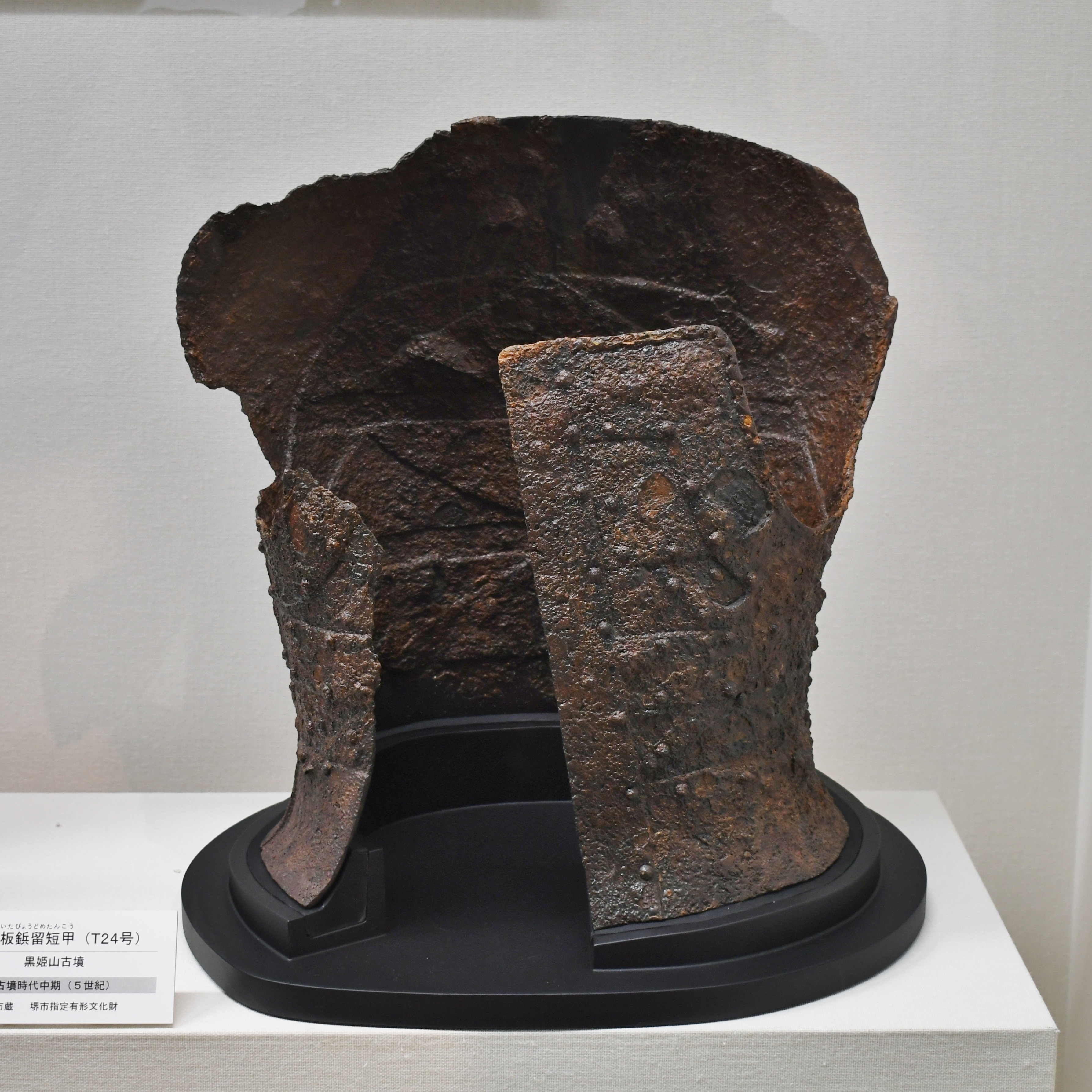
黒姫山古墳 短甲T24号 大阪府堺市。堺市立みはら歴史博物館展示。
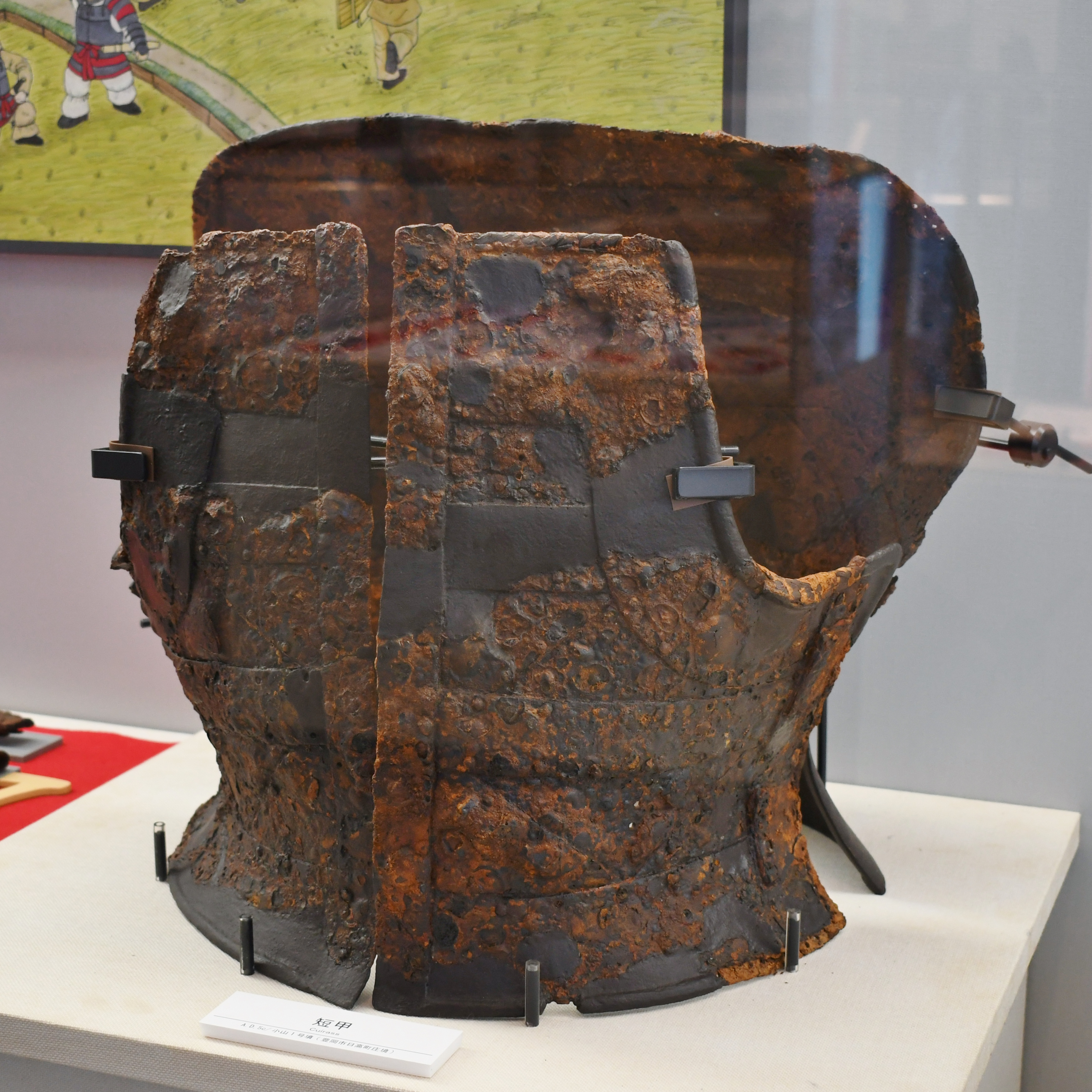
小山1号墳 短甲 兵庫県豊岡市。豊岡市立歴史博物館（但馬国府・国分寺館）展示。
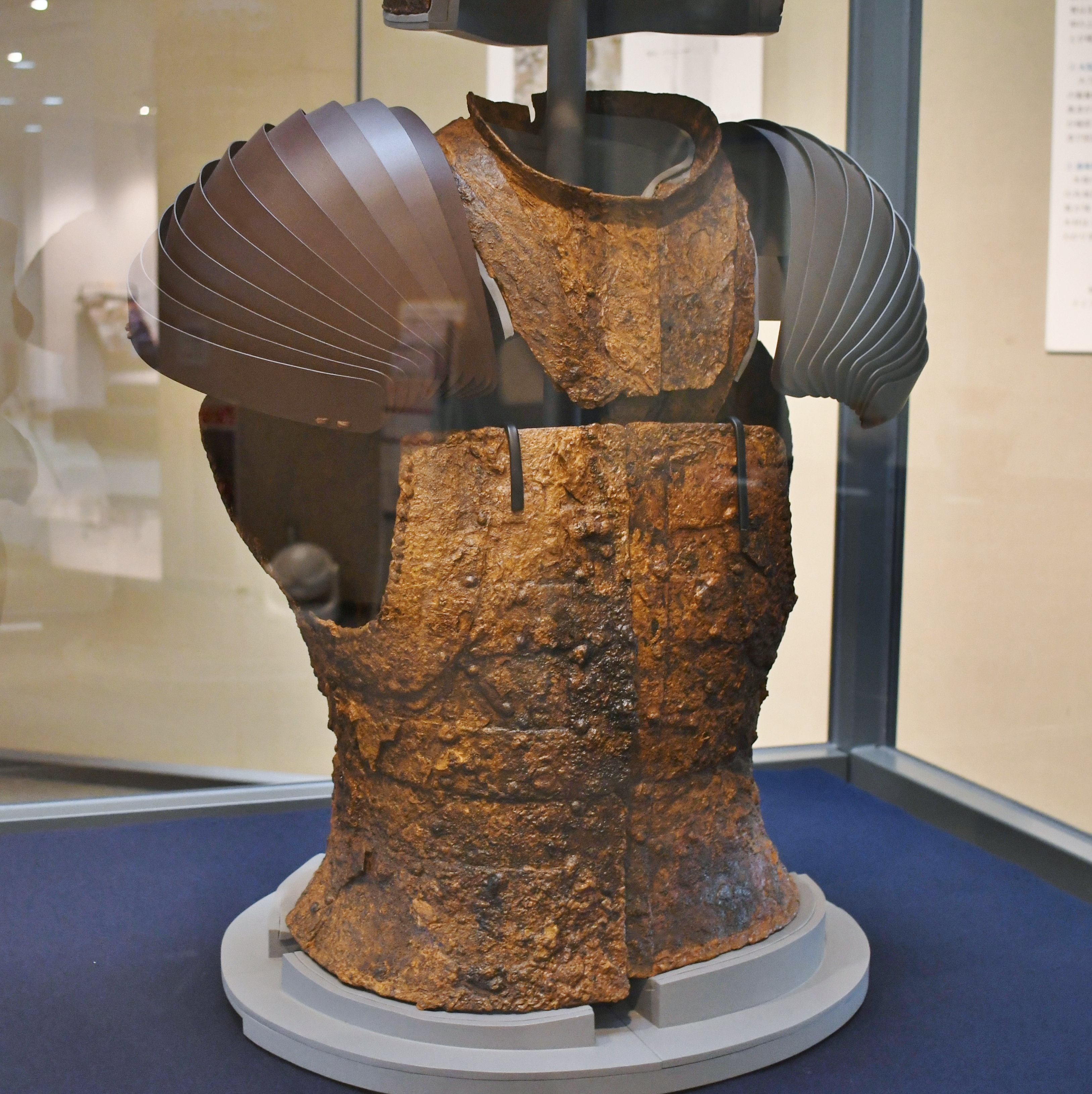
相作馬塚古墳 頸甲・短甲 香川県高松市。高松市歴史資料館企画展示時に撮影。
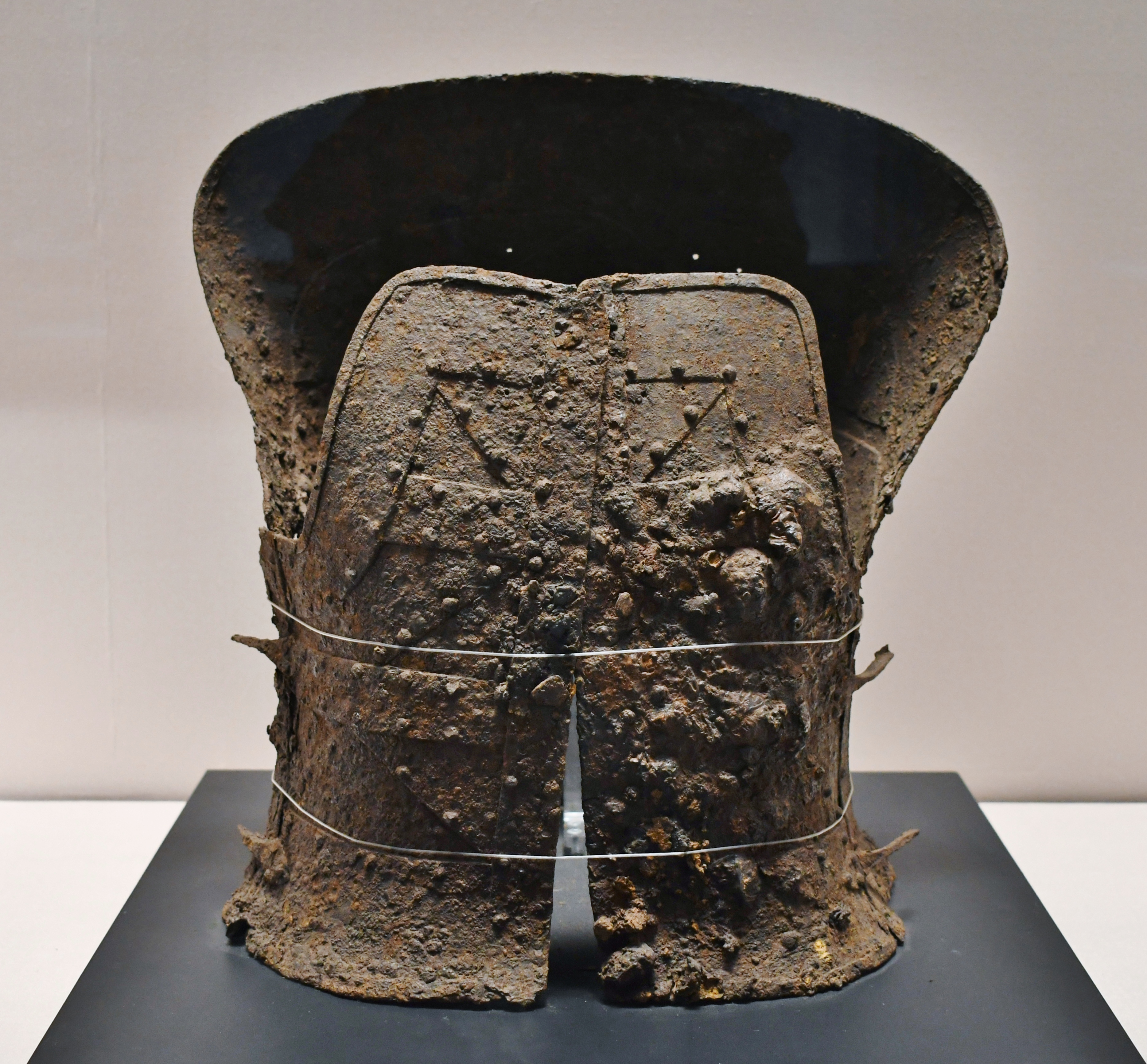
伝東莱蓮山洞 短甲 伝韓国東莱蓮山洞。東京国立博物館展示。

### 三角板横矧板併用鋲留短甲（板甲）

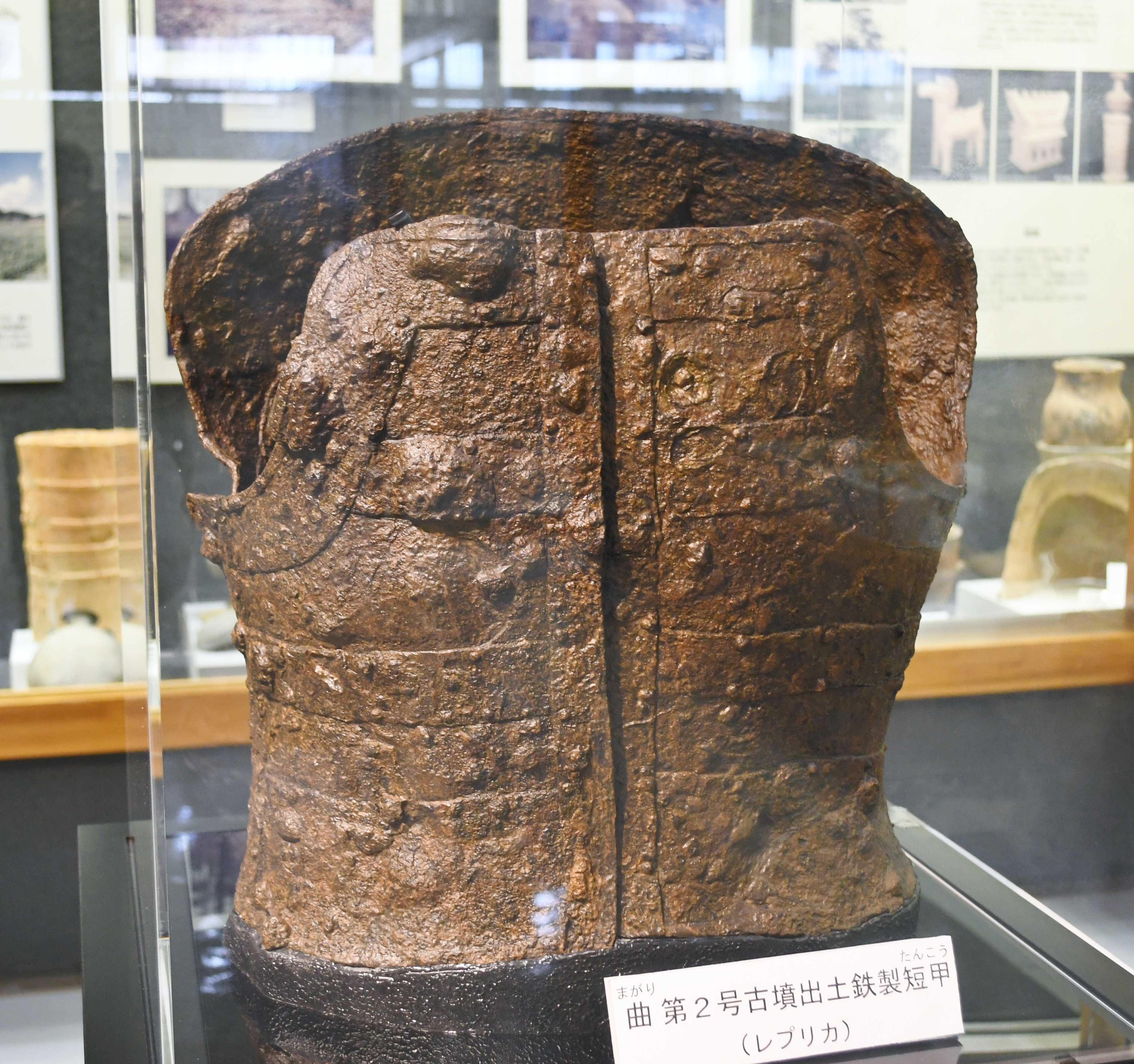
曲2号墳 短甲 広島県庄原市。庄原市歴史民俗資料館展示。

### 横矧板鋲留短甲（板甲）

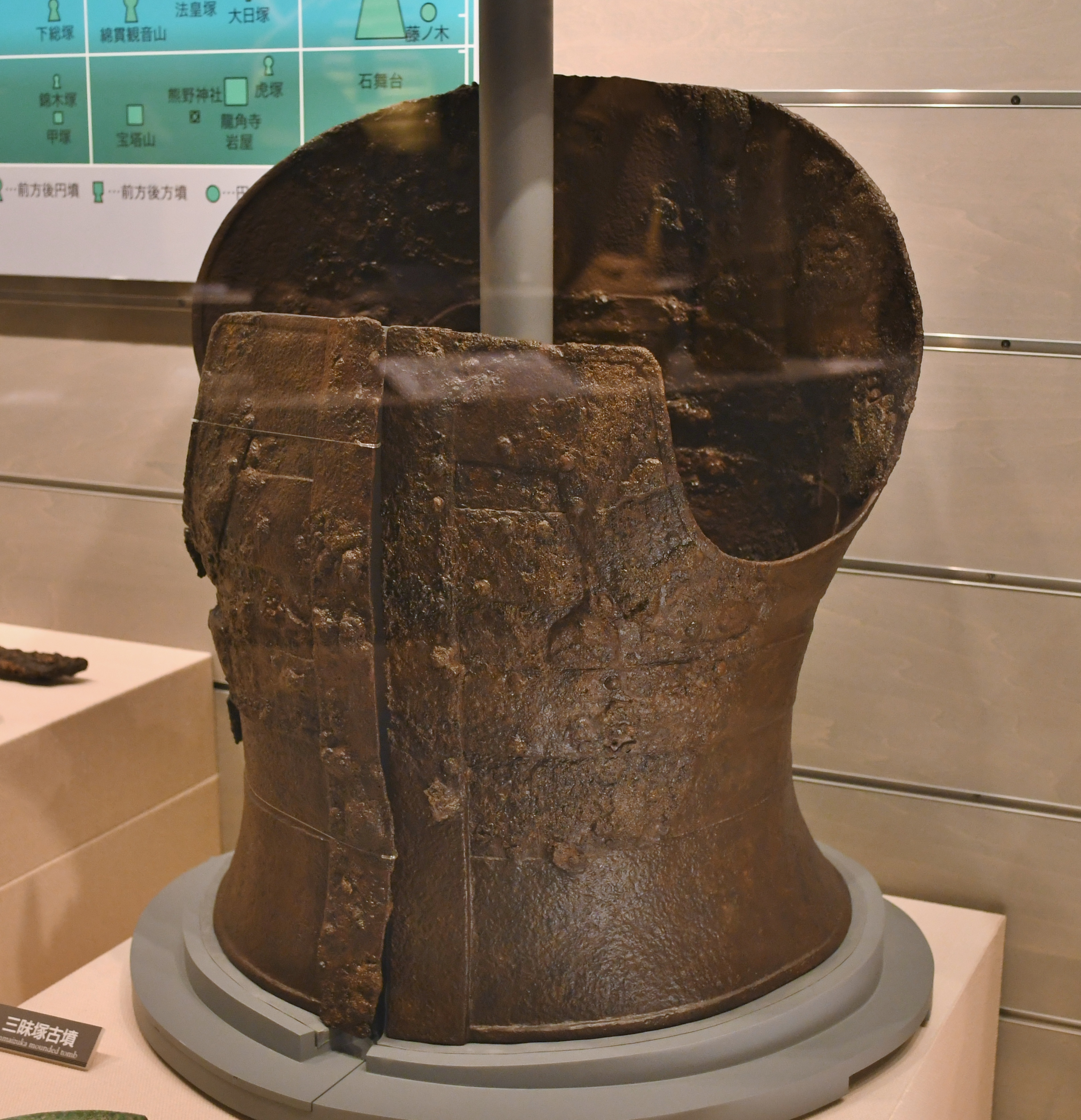
三昧塚古墳 短甲 茨城県行方市。明治大学博物館展示。
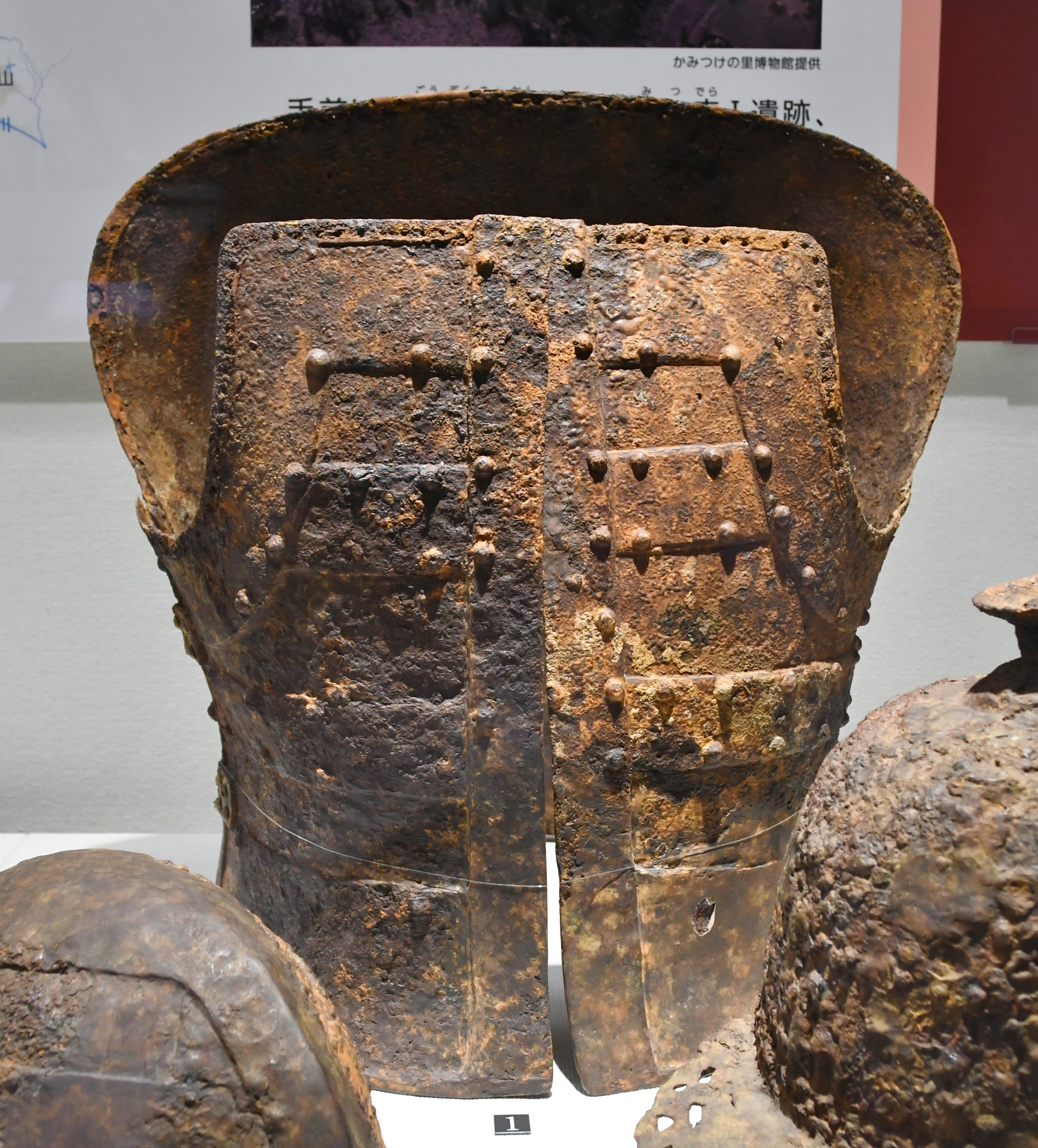
鶴山古墳 短甲 群馬県太田市。群馬県立博物館展示。
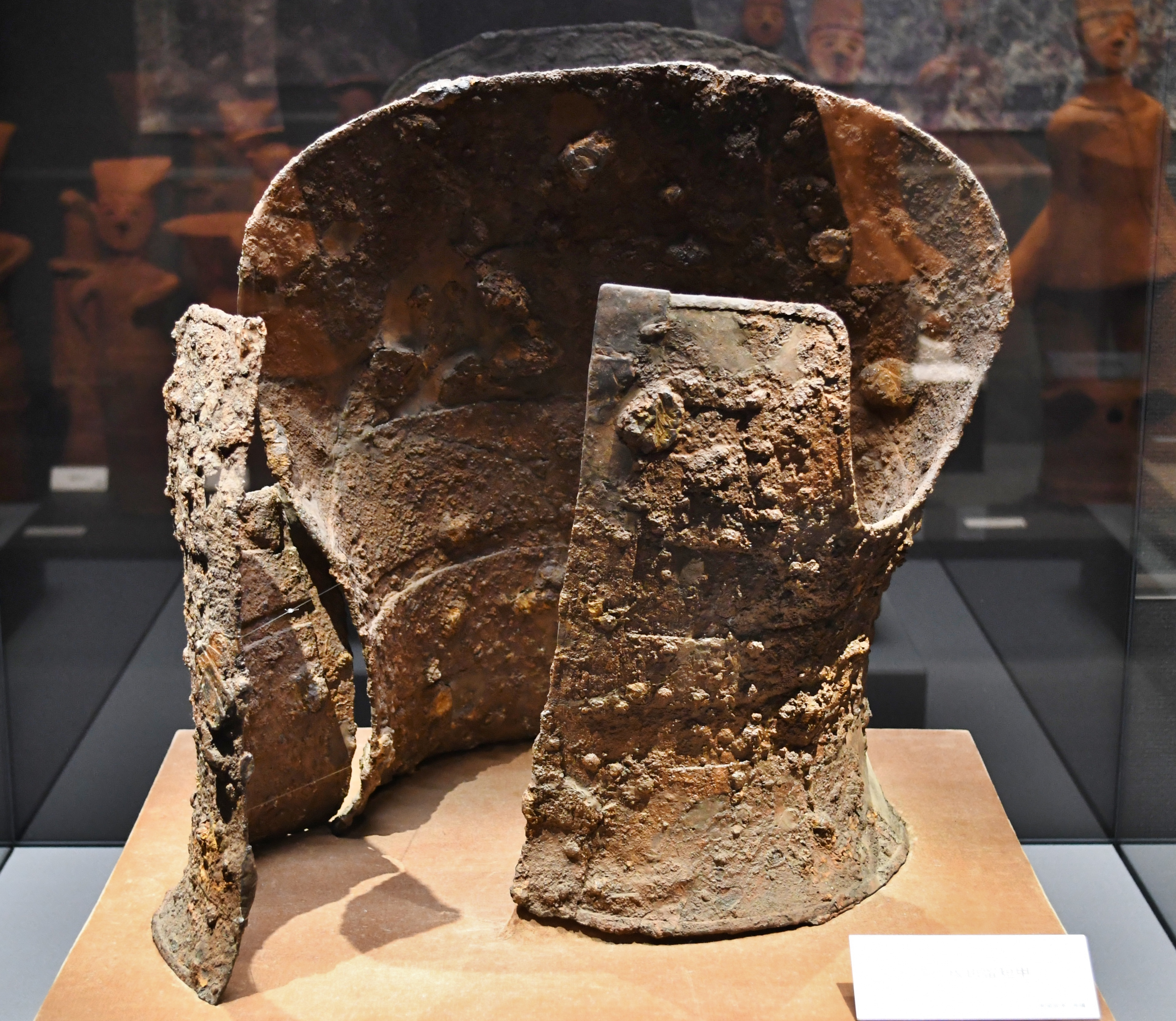
東間部多1号墳 短甲 千葉県市原市。市原歴史博物館展示。
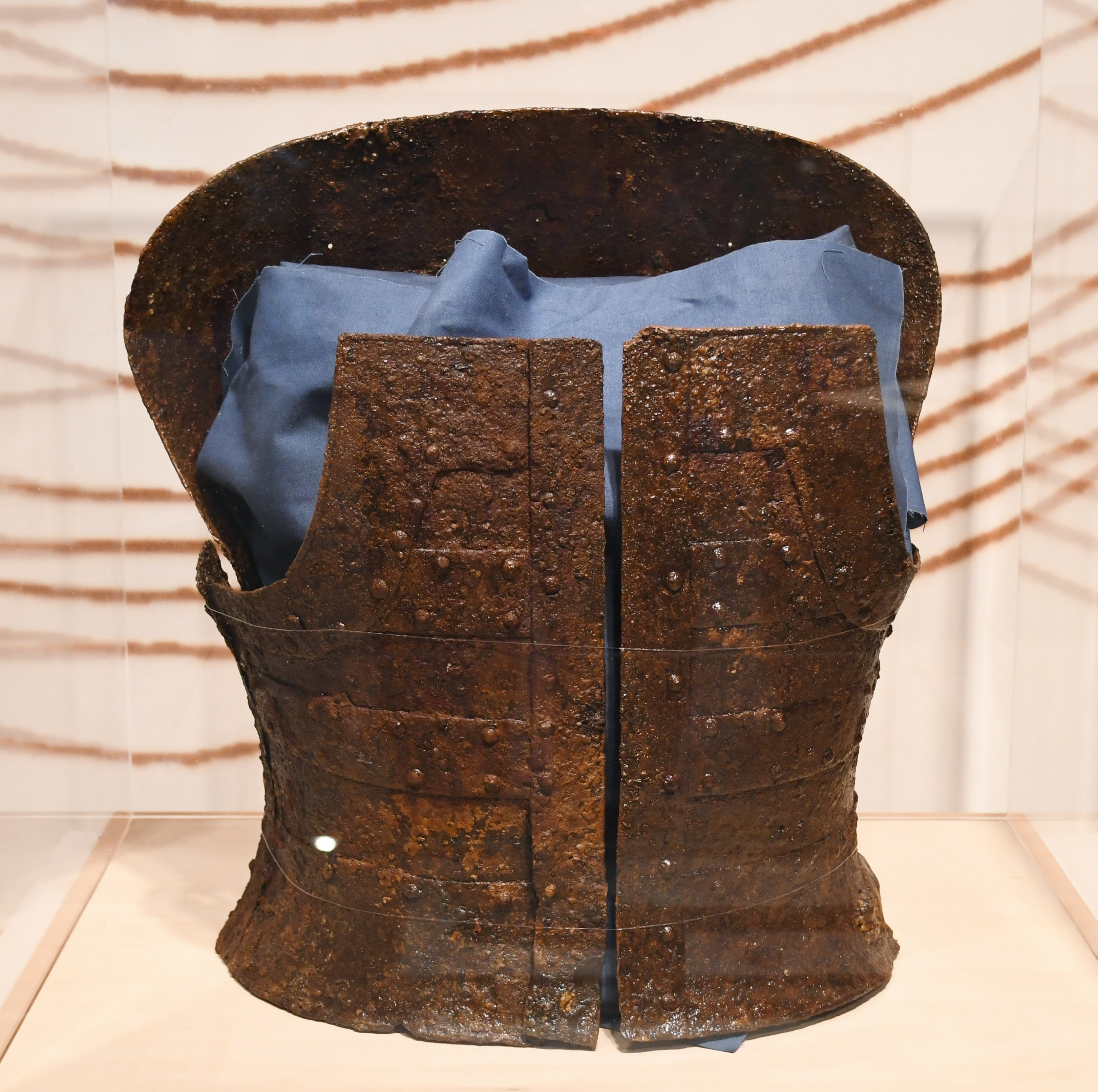
溝口の塚古墳 短甲 長野県飯田市。飯田市考古博物館展示。
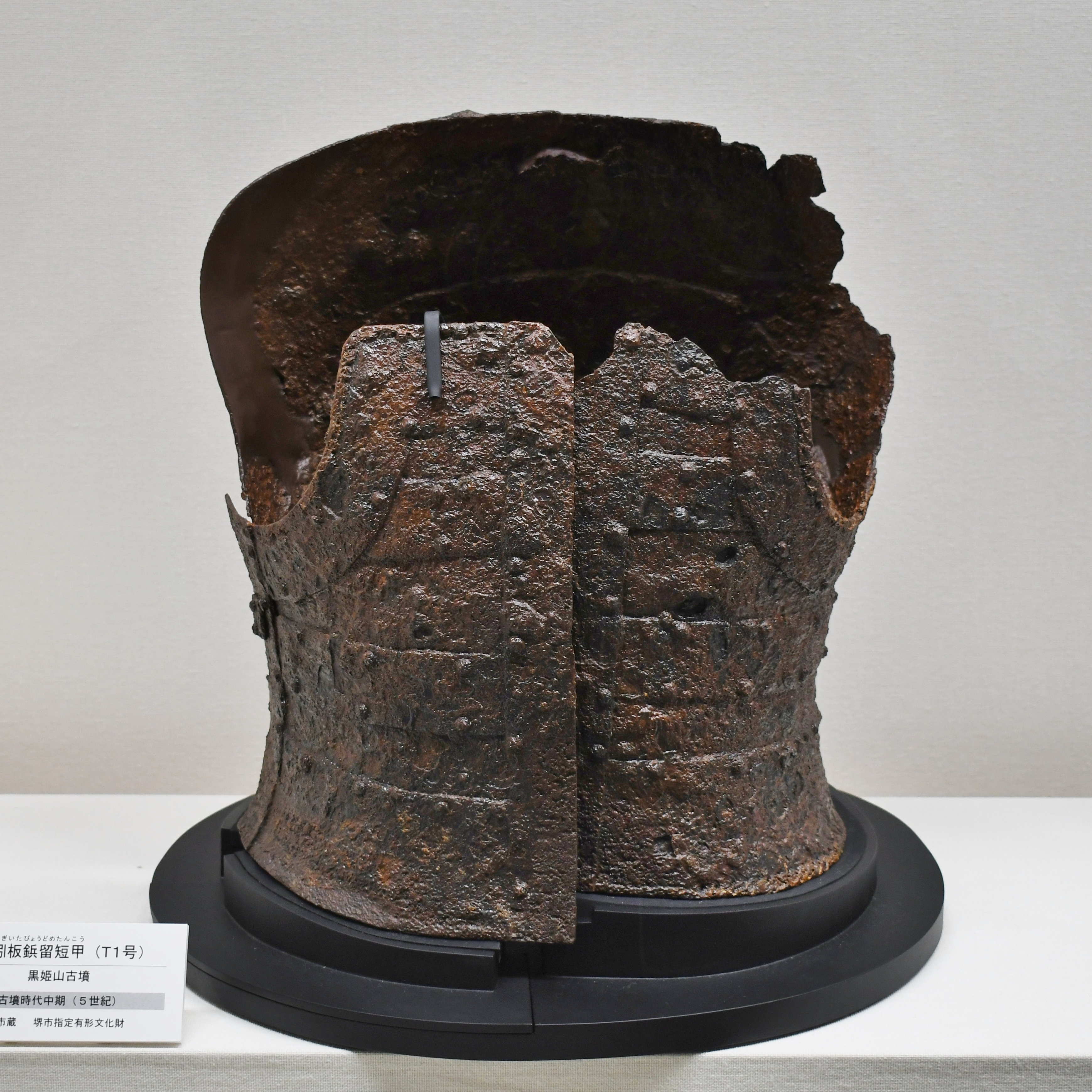
黒姫山古墳 短甲T1号 大阪府堺市。堺市立みはら歴史博物館展示。
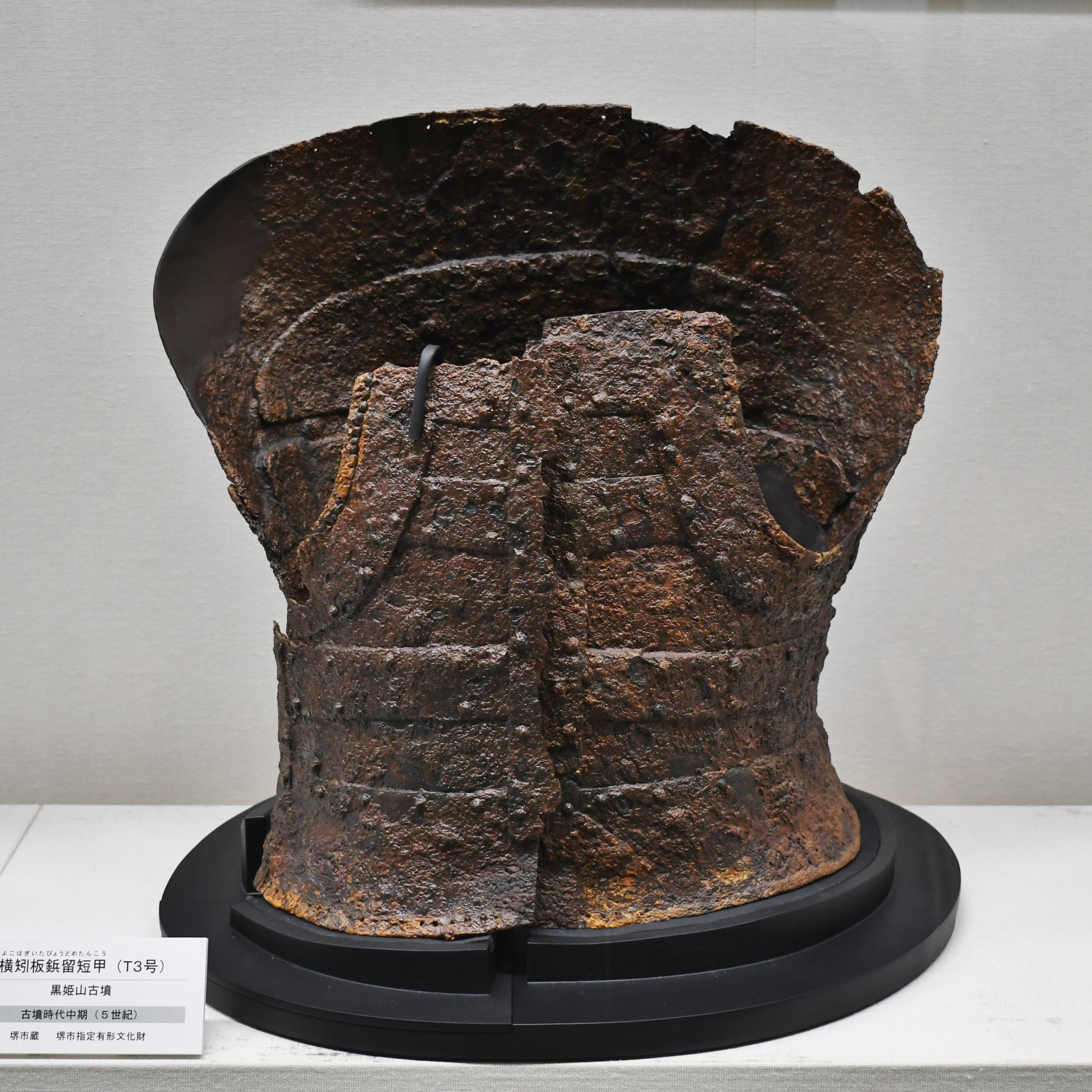
黒姫山古墳 短甲T3号 大阪府堺市。堺市立みはら歴史博物館展示。
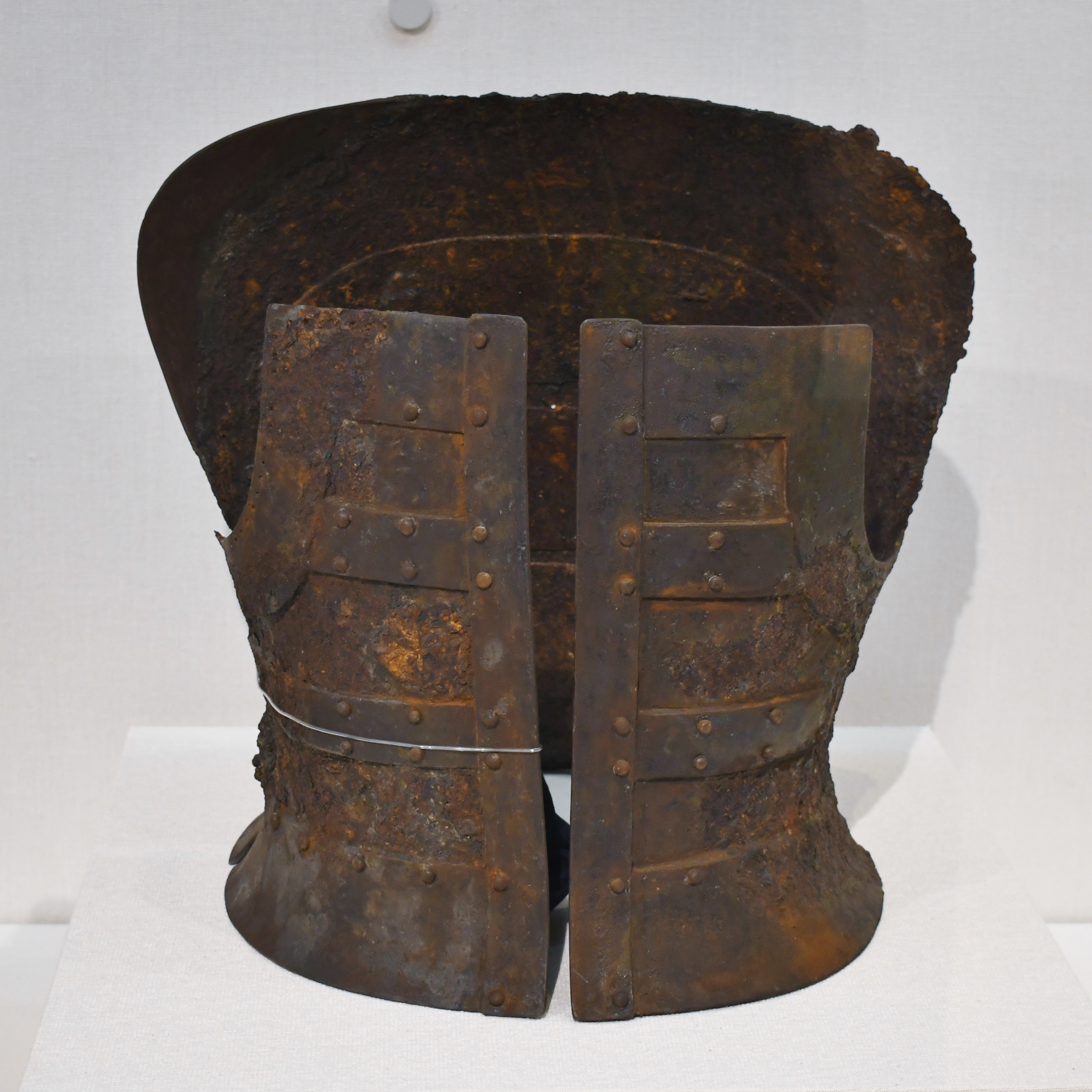
亀山古墳 短甲 兵庫県加西市。東京国立博物館蔵、兵庫県立考古博物館企画展示時に撮影。
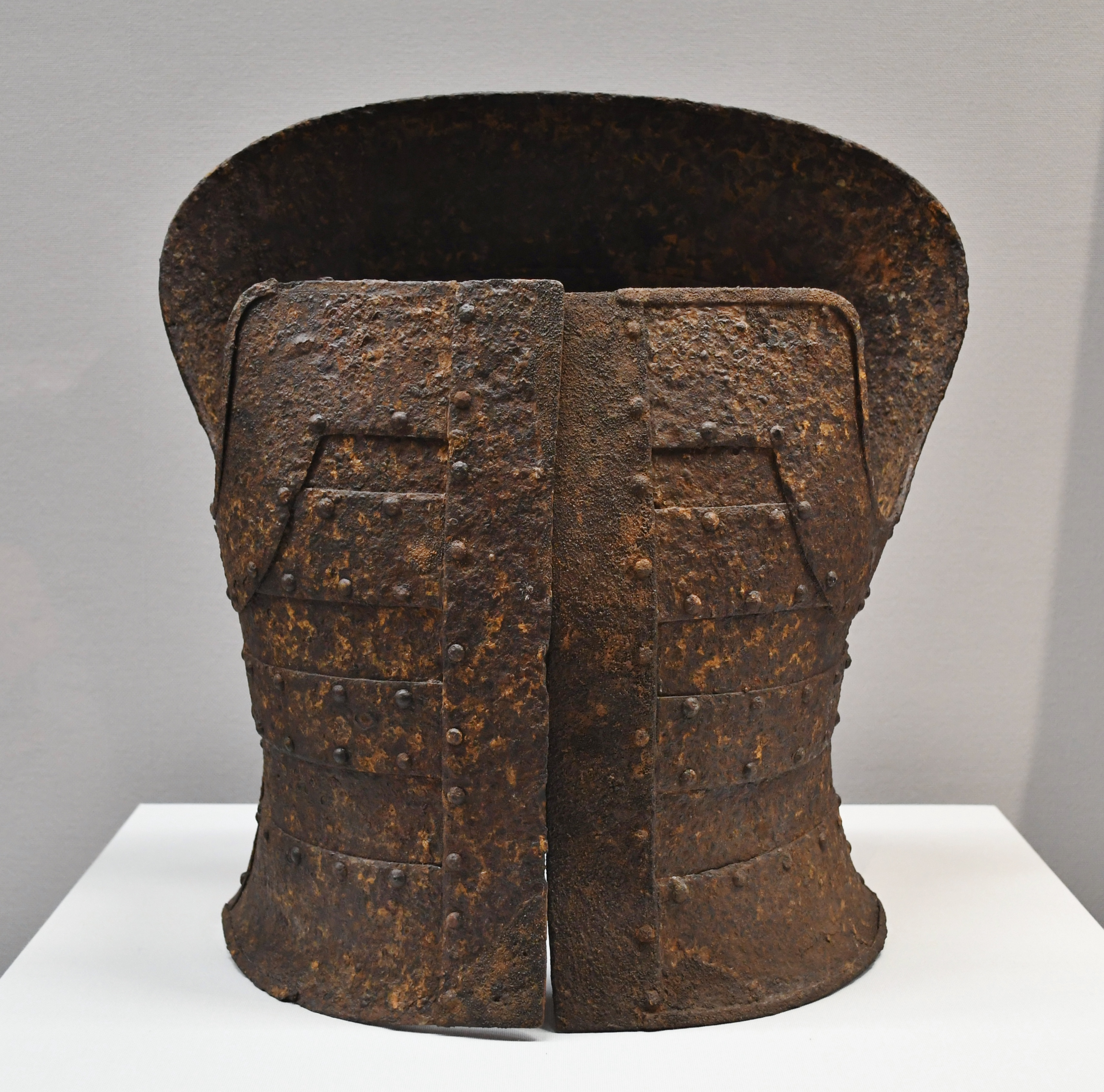
三玉大塚古墳 短甲 広島県三次市。東京国立博物館展示。
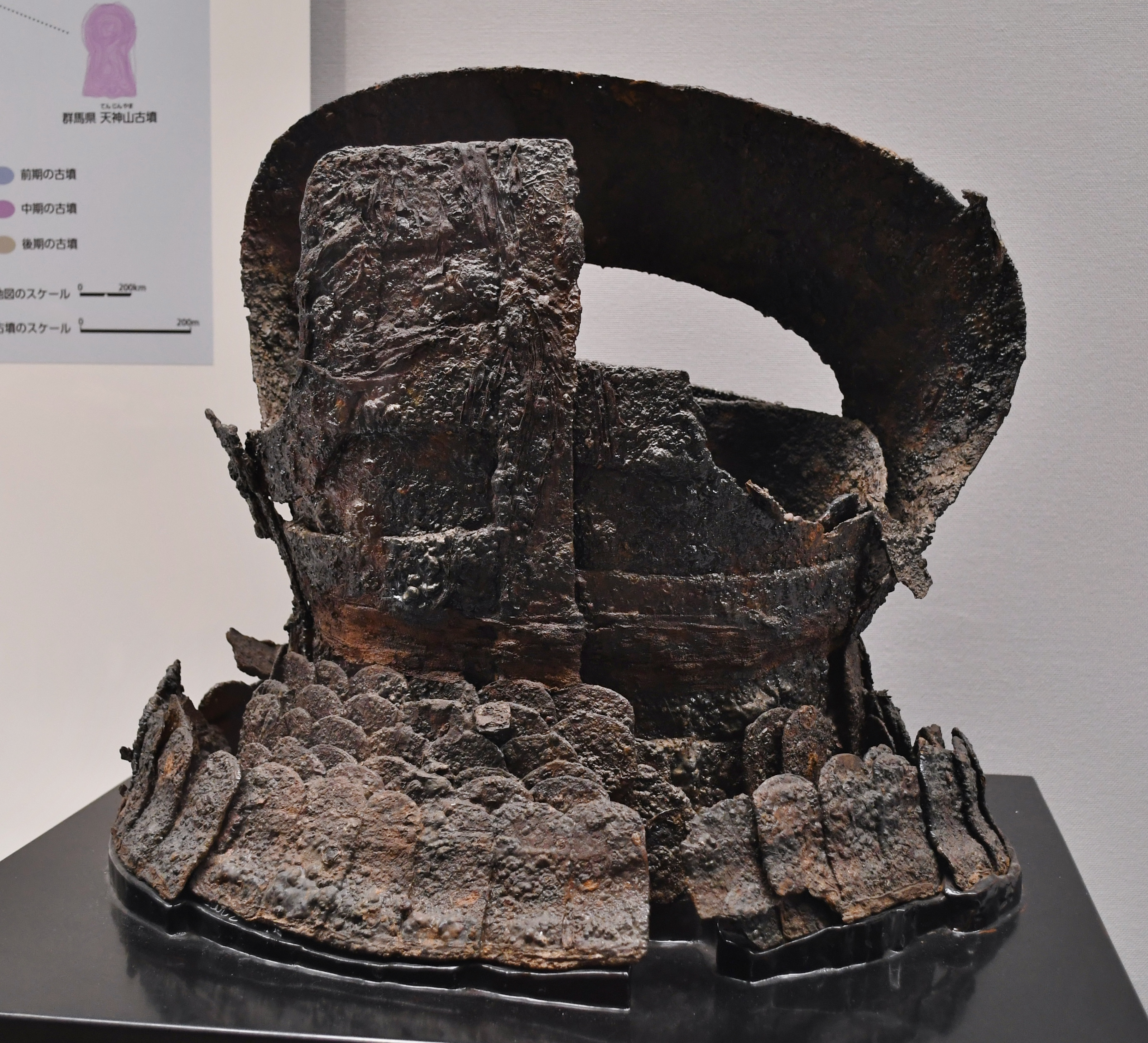
塚堂古墳 短甲 福岡県うきは市。東京国立博物館展示。
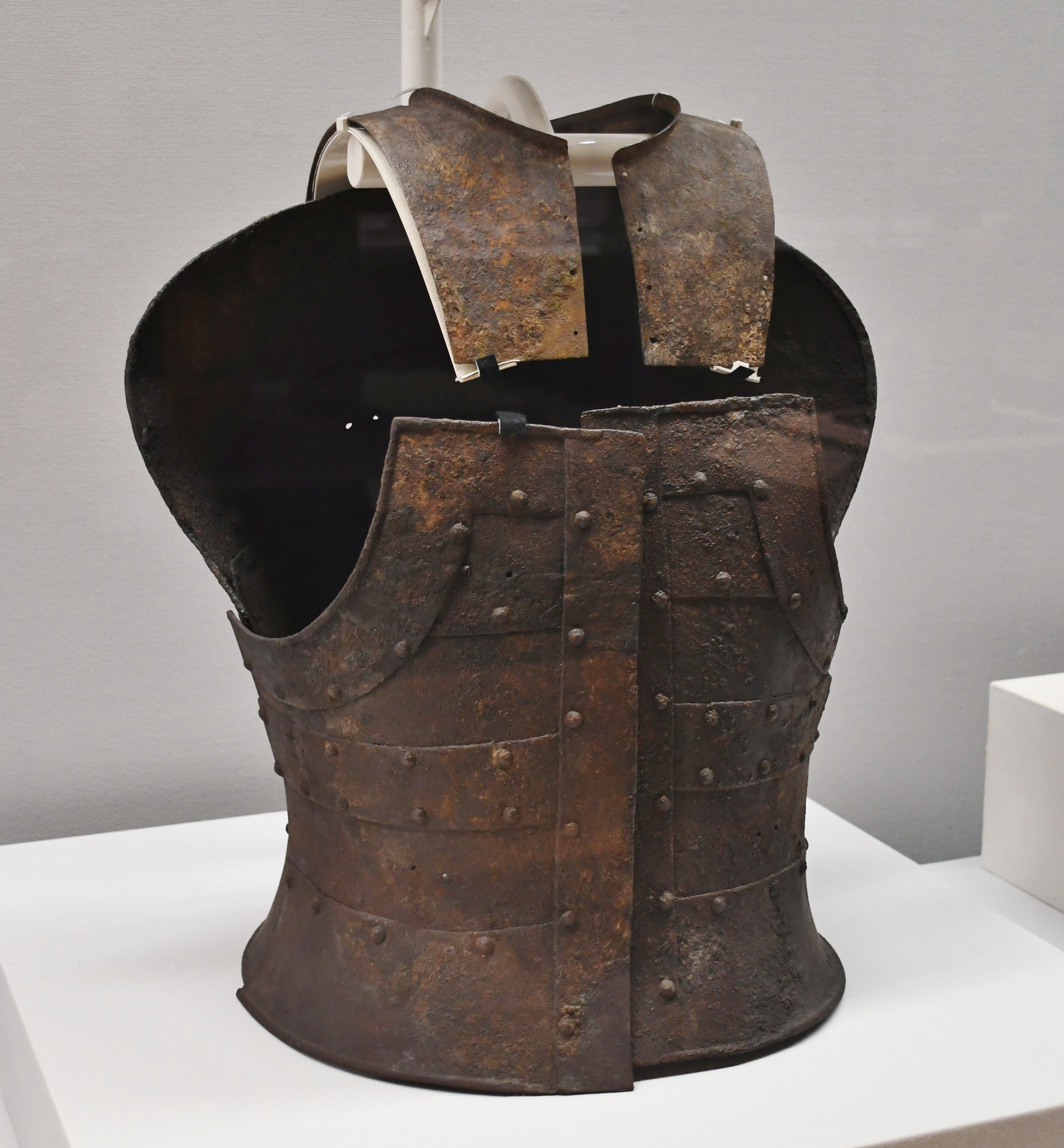
江田船山古墳 頸甲・短甲 熊本県和水町。東京国立博物館展示。
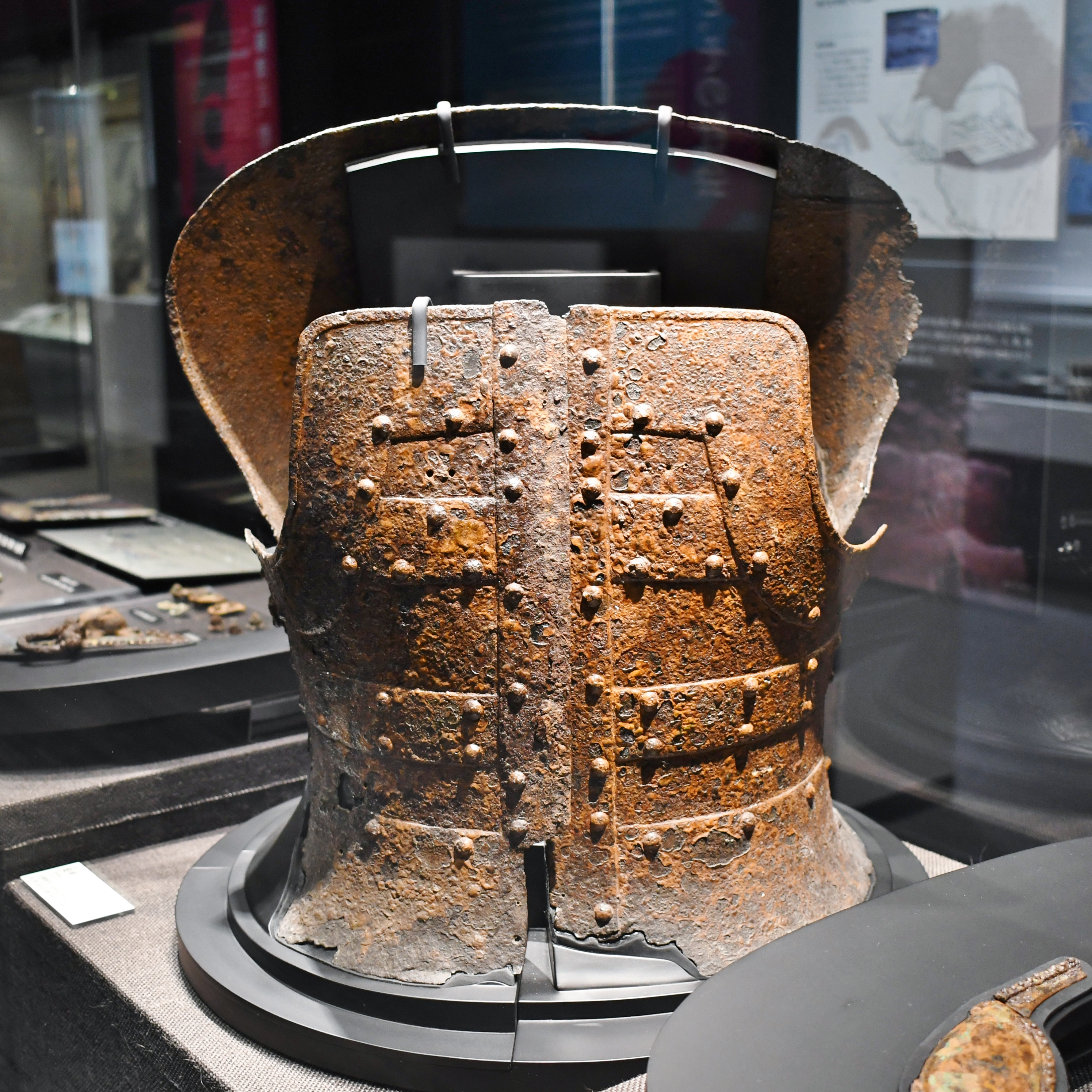
伝左山古墳 短甲 熊本県玉名市。熊本博物館展示。
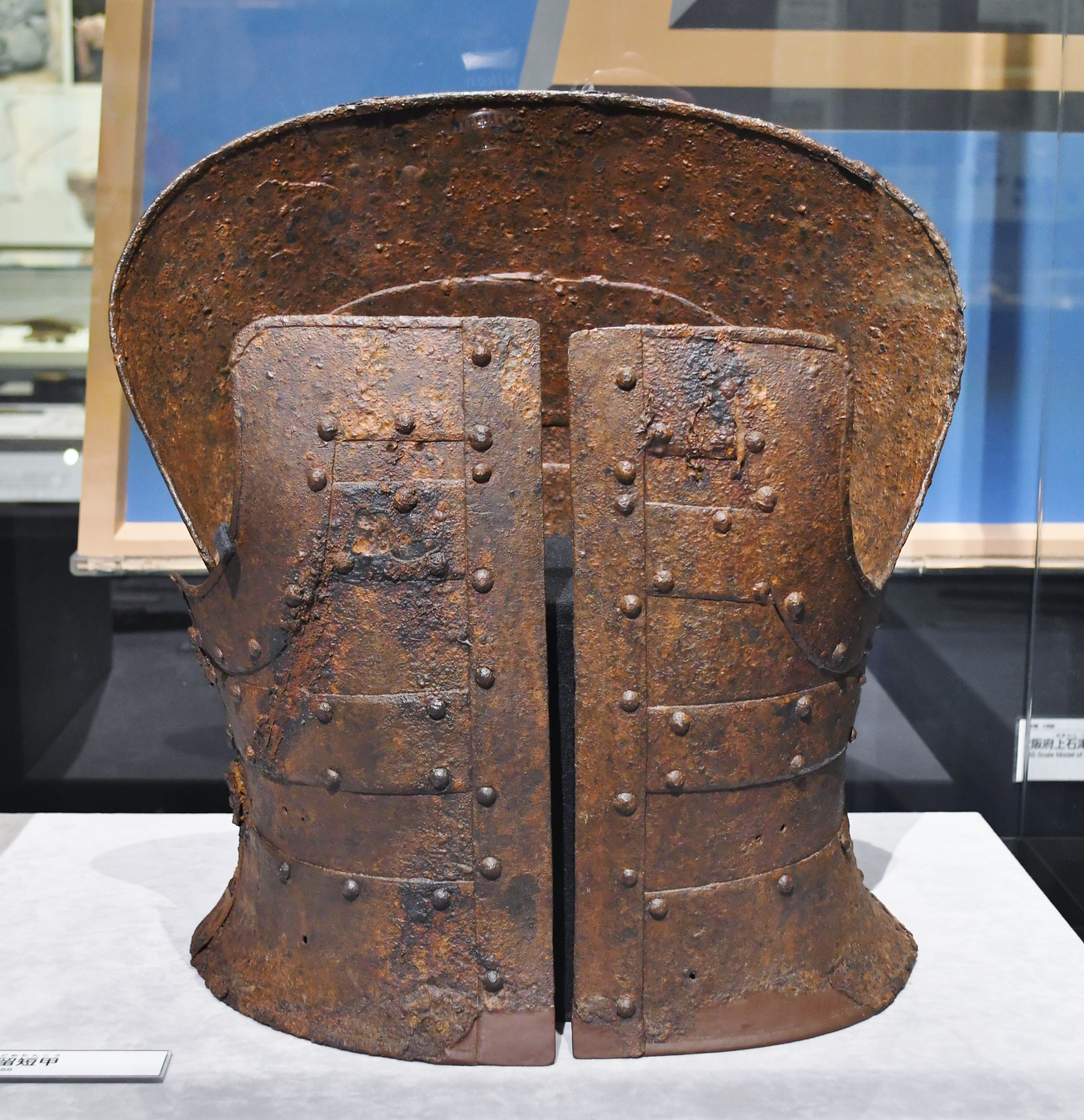
マロ塚古墳 短甲 熊本県。国立歴史民俗博物館展示。
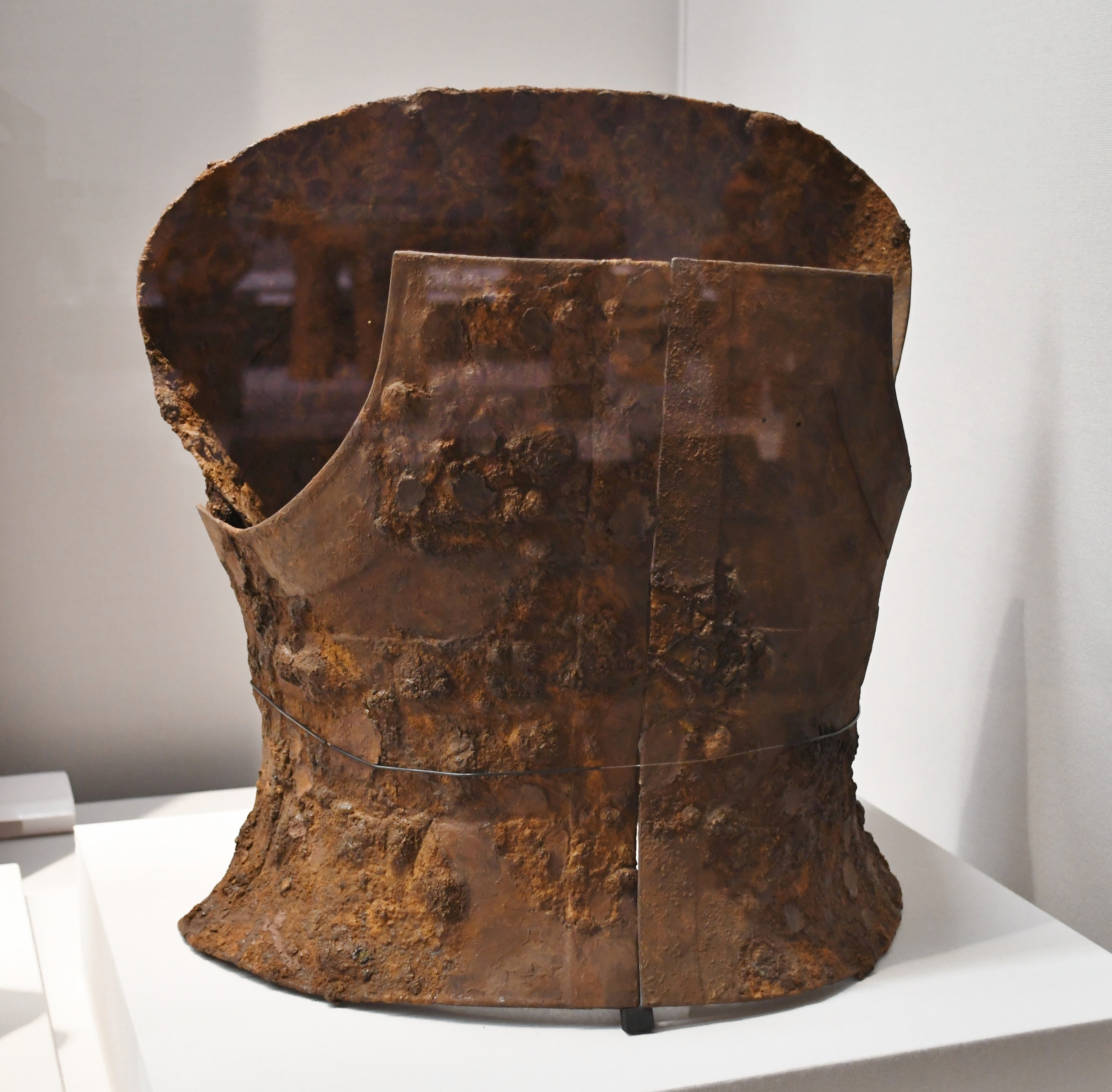
溝下古墳 短甲 鹿児島県出水市。東京国立博物館展示。
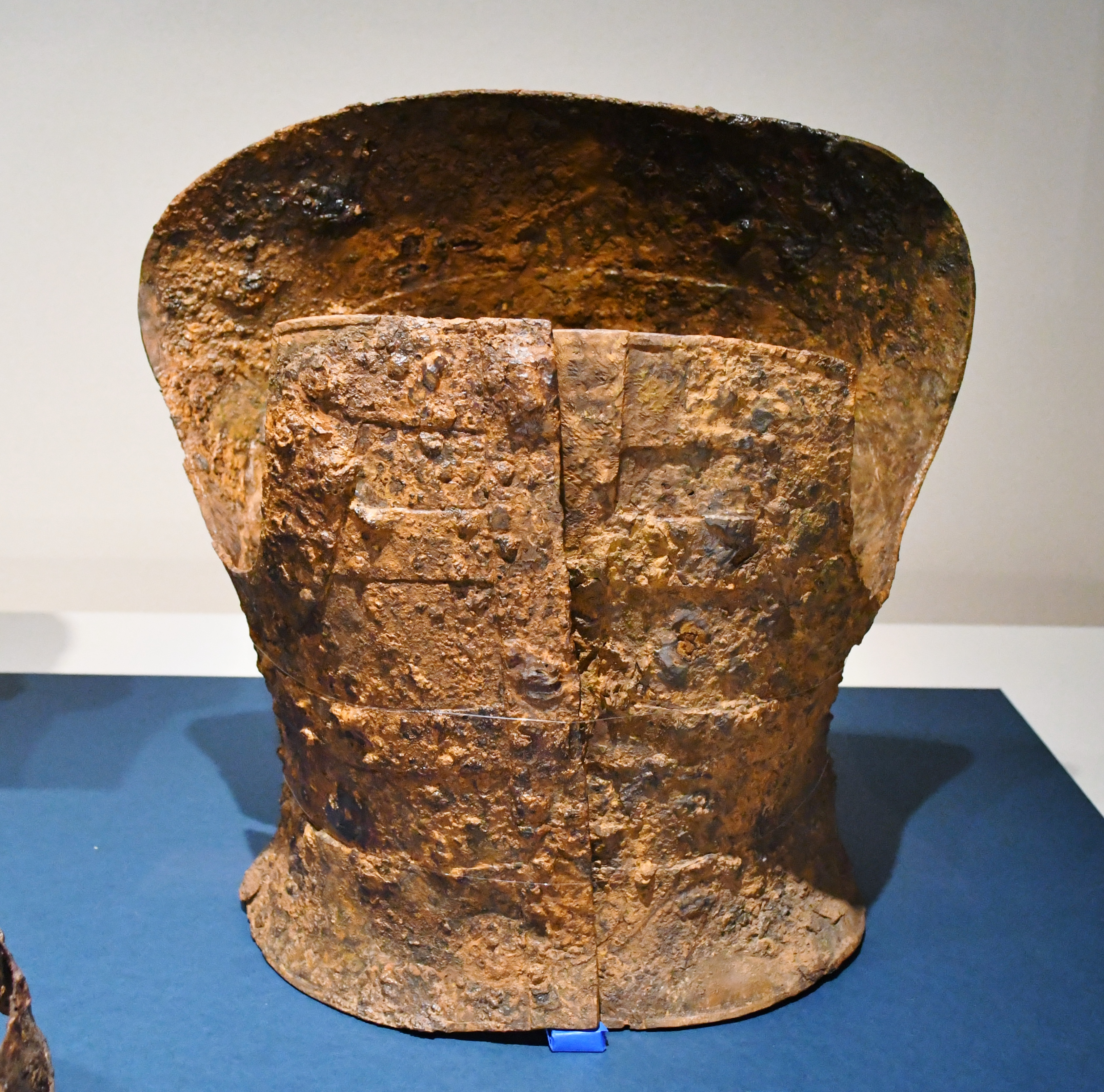
高霊池山洞32号墳 短甲 韓国慶尚北道高霊郡。国立歴史民俗博物館企画展示時に撮影。

### その他

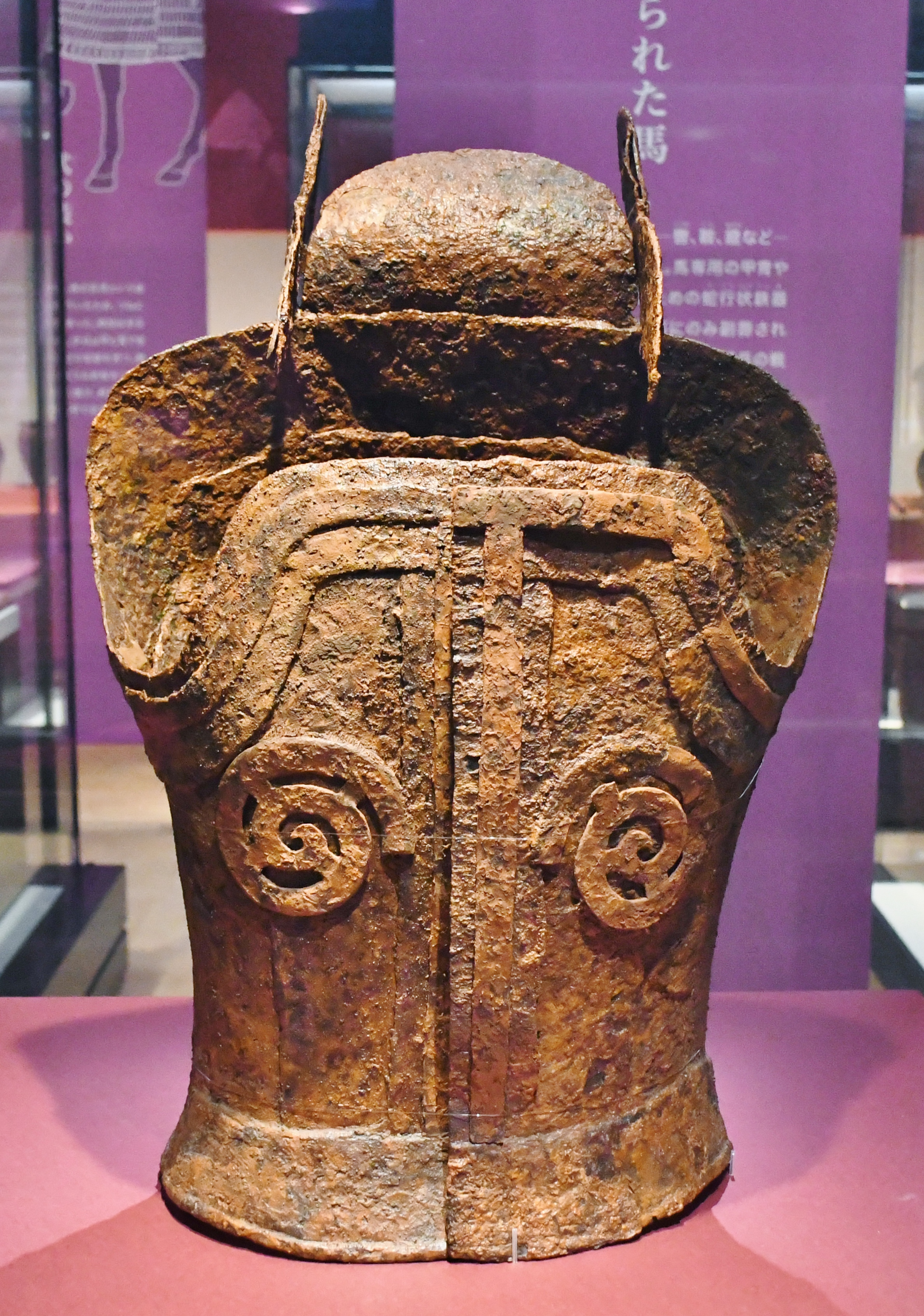
伝金海退来里 短甲 韓国慶尚南道金海市。国立歴史民俗博物館企画展示時に撮影。
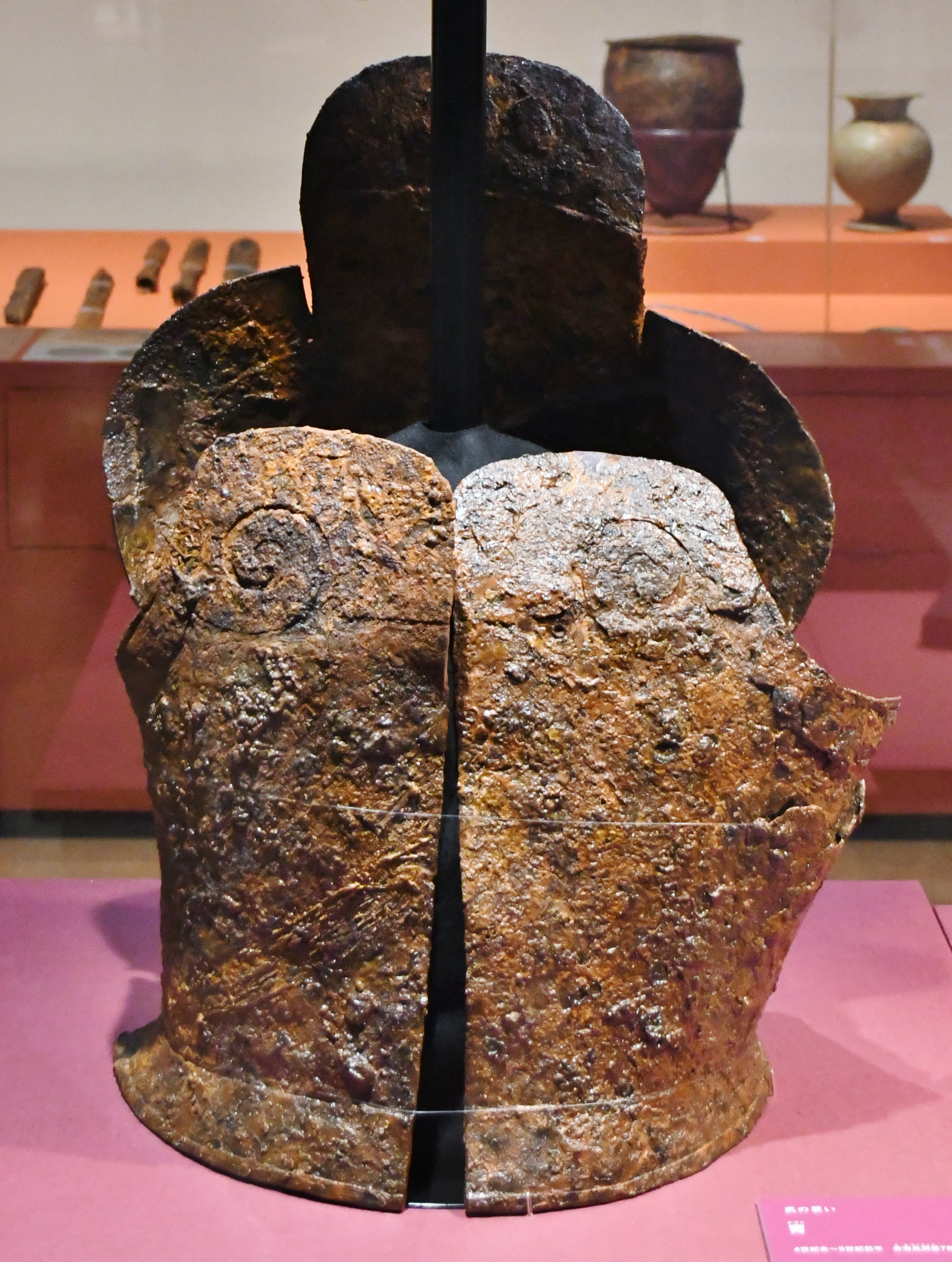
金海大成洞2号墳 短甲 韓国慶尚南道金海市。国立歴史民俗博物館企画展示時に撮影。
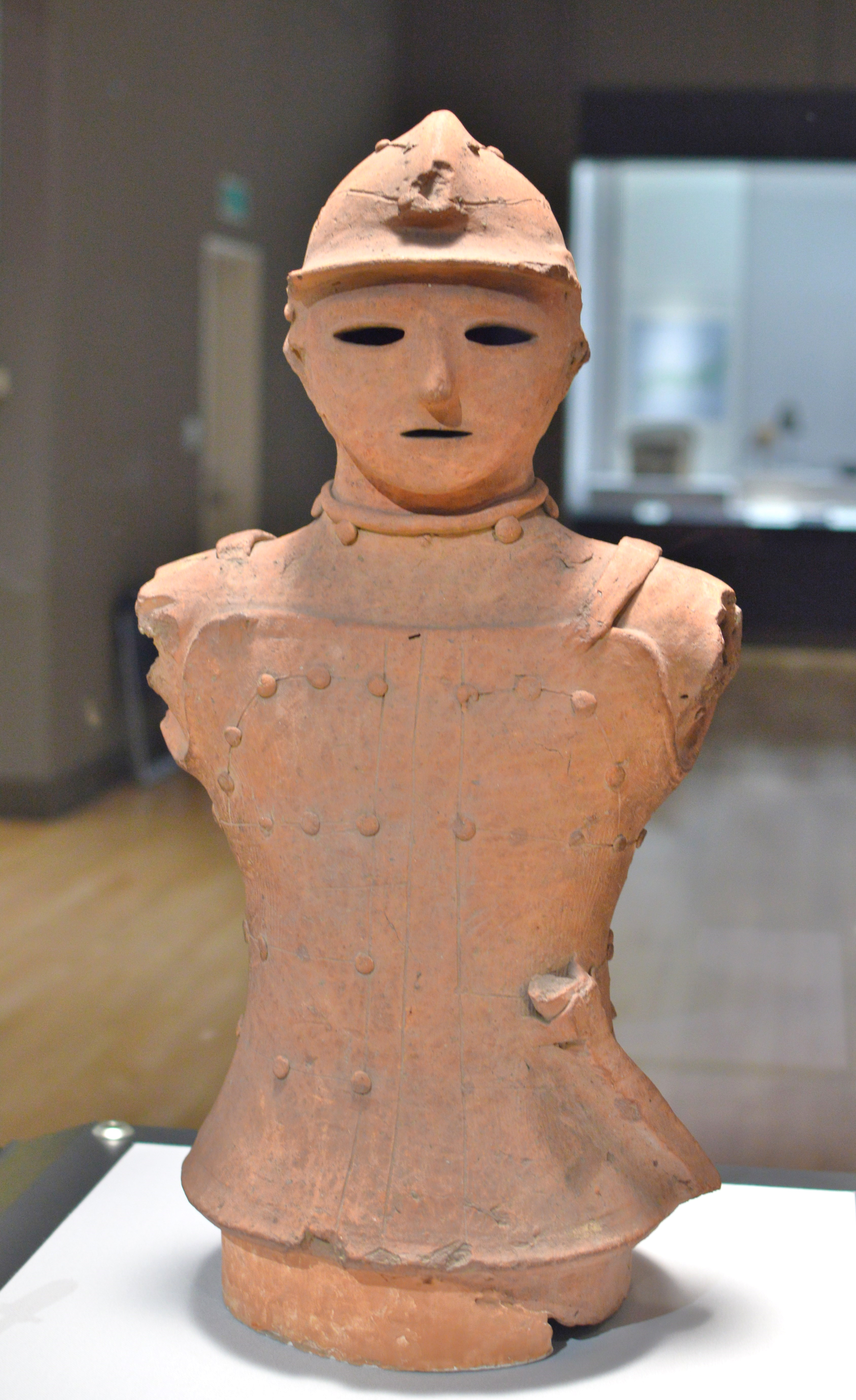
熊谷市上中条 埴輪 短甲の武人 埼玉県熊谷市。東京国立博物館展示。
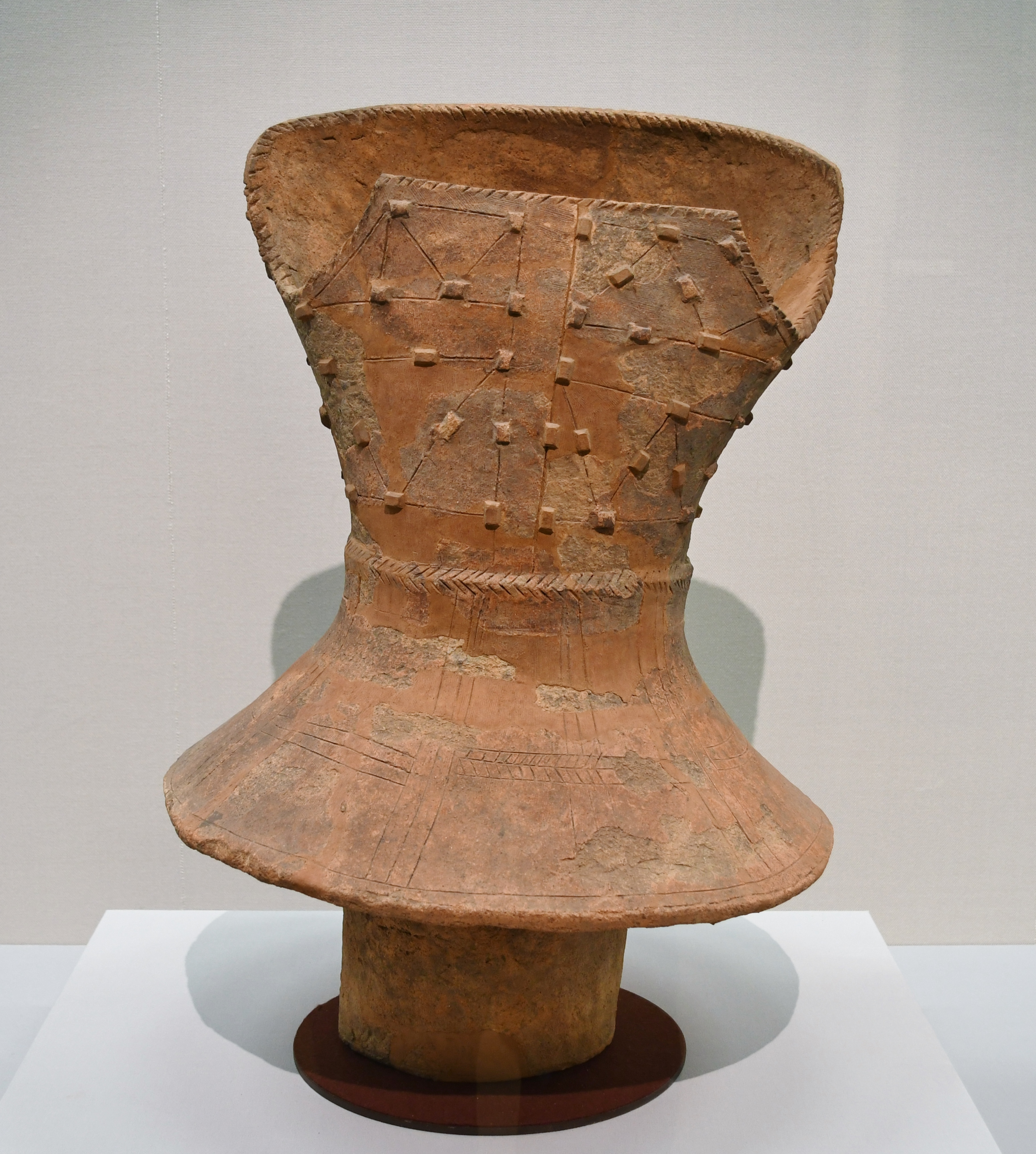
白石稲荷山古墳 短甲形埴輪 群馬県藤岡市。群馬県立歴史博物館展示。
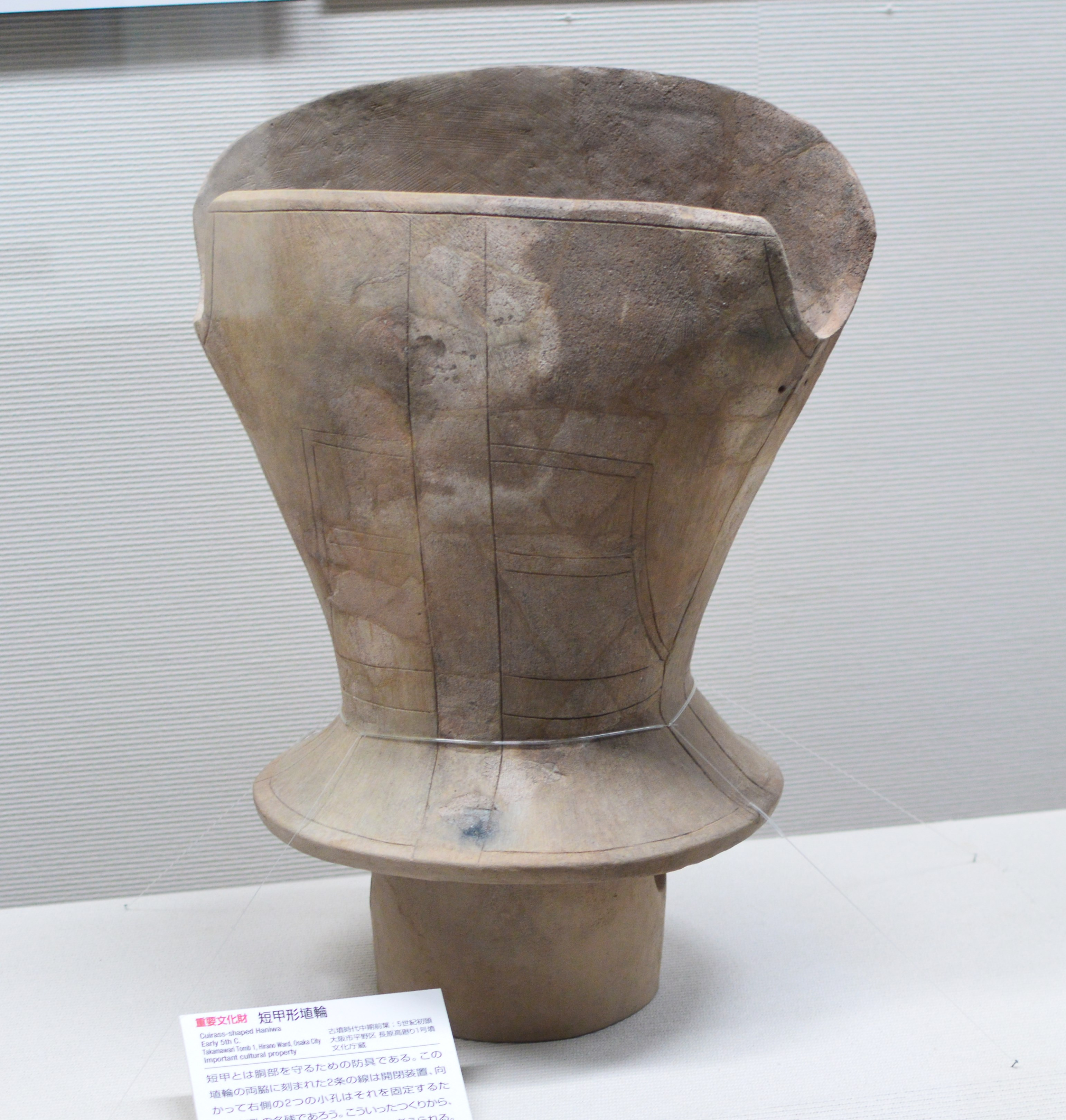
長原高廻り1号墳 短甲形埴輪 大阪府大阪市。大阪歴史博物館展示。
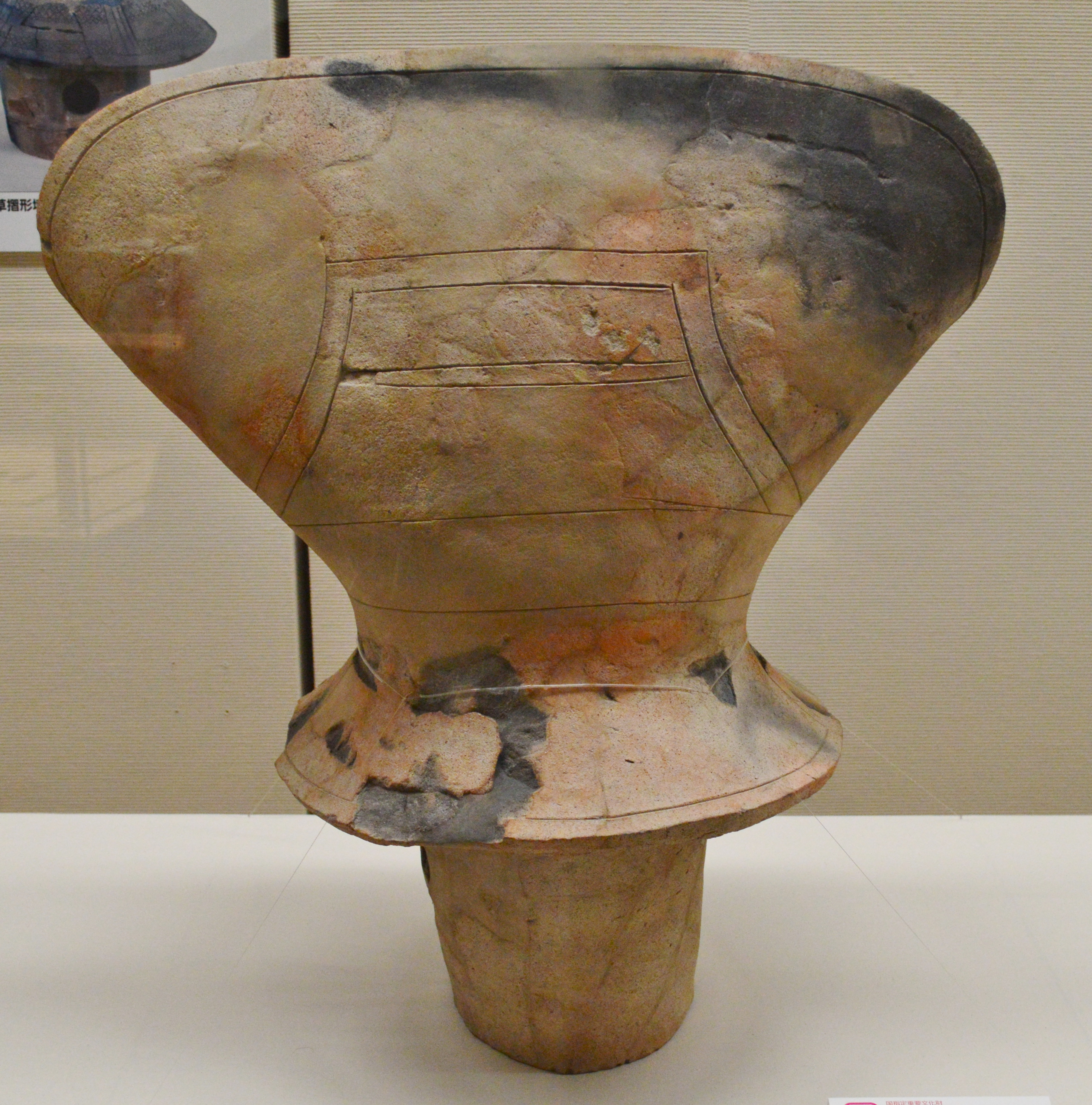
長原高廻り2号墳 短甲形埴輪 大阪府大阪市。大阪歴史博物館展示。